# US Open de tennis
Pour les articles homonymes, voir US Open.
L'US Open de tennis est un tournoi de tennis se déroulant annuellement dans le parc municipal de Flushing Meadows - Corona Park à New York, au sein de l'USTA National Tennis Center. Appelé « US National Championships » jusqu'en 1967, il se joue depuis 1881 et a connu plusieurs implantations. D'abord joué à Newport, il déménage ensuite au sein du West Side Tennis Club de Forest Hills avant de s'implanter à Flushing Meadows en 1978. D'abord uniquement ouvert aux hommes, les femmes font leur entrée dans le tournoi en 1887. À partir de 1968 et comme tous les autres tournois, il s'ouvre aux professionnels. Aux côtés du simple messieurs et du simple dames se déroulent aussi des compétitions de double messieurs, double dames et double mixte. Le tournoi fait partie de la catégorie des tournois du Grand Chelem, comme l'Open d'Australie,  Roland-Garros et Wimbledon. L'US Open est la dernière levée de l'année et se joue sur deux semaines, traditionnellement entre la fin août et le début du mois de septembre (il se termine à la fin de la première semaine complète de septembre).
Il est le point culminant de la saison estivale américaine sur « dur », qualifiée d'« US Open Series ». Après s'être joué de 1881 à 1974 sur gazon, l'US Open s'est brièvement tenu sur terre battue américaine de 1975 à 1977 avant d'adopter une surface dure de type ciment puis Decoturf après 1978. Ces deux dernières surfaces, plus neutres que le gazon ou la terre battue, sont relativement rapides et avantagent plutôt les joueurs de type offensif comme les serveurs-volleyeurs (John McEnroe ou encore Pete Sampras). Après le changement de composition du gazon de Wimbledon en 2000, l'US Open est devenu le Grand Chelem le plus rapide mais, du fait d'une disparition du service-volée et d'un léger ralentissement de la surface, le jeu pratiqué à l'US Open privilégie principalement les échanges de fond du court. Depuis 2020, l'épreuve est disputée sur la surface dure Laykold.

## Historique

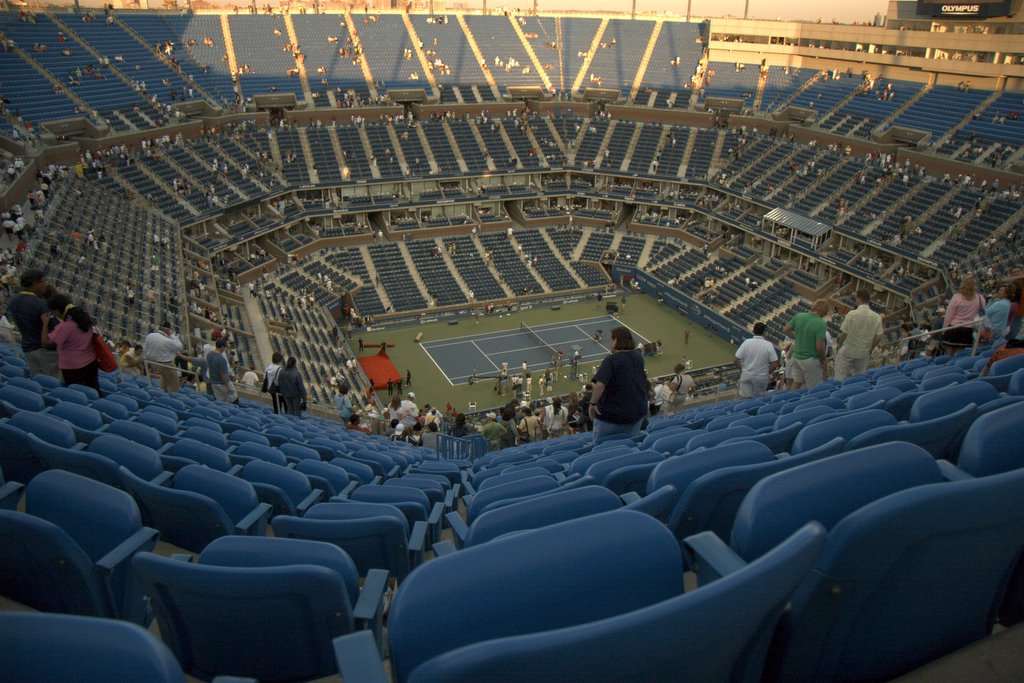
Stade Arthur Ashe en Decoturf en 2005.

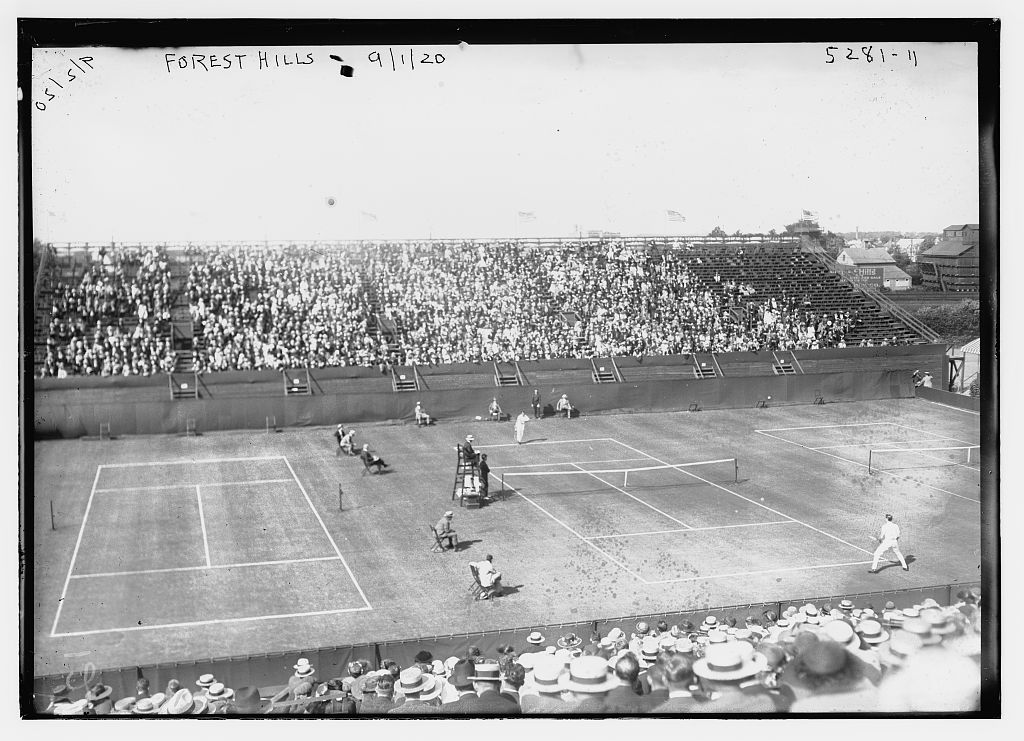
L'édition 1920 de l'US Open à Forest Hills.

### Les premières éditions
L'US Open est créé peu de temps après la création du tennis, que l'on date souvent de février 1874 et la publication par le major britannique Walter Clopton Wingfield du A portable Court of Playing Tennis, sorte de brevet détaillant les règles de ce nouveau sport issu du jeu de paume. Il faut peu de temps pour que ce nouveau sport soit exporté en Amérique du Nord. Dès l'année 1874, des matchs de tennis semblent s'être déroulés sur le territoire américain. Dès 1881 est créée l'United States National Lawn Tennis Association devenu l'US Tennis Association (USTA), la fédération américaine de tennis. C'est alors la toute première fédération nationale de tennis à voir le jour. Cette association met rapidement en place le premier championnat national des États-Unis à Newport dans le Rhode Island le 31 août 1881. Il est remporté par un étudiant de Harvard de 19 ans du nom de Richard Sears, surnommé Dick Sears. Le tournoi de double est quant à lui remporté par Clarence Clark et Fred Taylor. Richard Sears établit rapidement une domination totale sur le tournoi en le remportant sept fois de suite jusqu'en 1887 et six fois de suite en double entre 1882 et 1887. Cette performance est facilitée par l'existence à l'époque du système du challenge round institué en 1884. Ce terme désigne le match opposant pour une édition donnée, le vainqueur de l'édition précédente au joueur ayant remporté le tournoi des All Comers (qui réunit les autres joueurs), le gagnant du match remportant le tournoi. En 1888, Richard Sears décide de ne pas défendre son titre et c'est Henry Slocum qui lui succède après avoir remporté la finale du tournoi All Comers contre Howard Taylor. Il conserve son titre l'année suivante avant d'être défait par le jeune Oliver Campbell âgé de 19 ans et six mois et qui reste durant un siècle le plus jeune vainqueur du tournoi avant d'être détrôné par Pete Sampras en 1990. Il conserve son titre durant deux ans avant de prendre sa retraite sans défendre son trophée en 1893, permettant à Robert Wrenn de s'imposer. Tout comme son prédécesseur, il conserve son titre deux ans mais est vaincu au cours par Fred Hovey en 1895. L'année suivante, il prend sa revanche au cours d'une finale serrée (7-5, 3-6, 6-0, 1-6, 6-1). Il s'impose une cinquième fois en 1897 en défaisant le Britannique Wilberforce Eaves, premier non-Américain à atteindre la finale du tournoi. En raison de son service militaire, il est obligé de céder son trophée l'année suivante. C'est Malcolm Whitman qui en profite pour régner durant trois ans sur l'US Open avant de reprendre ses études et d'abandonner le tennis. C'est sa dernière victime en finale, William Larned, qui lui succède en 1901 et 1902. Lors de cette édition, il bat le Britannique Reginald Doherty, quadruple vainqueur de Wimbledon. Toutefois, il est vaincu en 1903 par Lawrence Doherty, le frère de Reginald, qui devient le premier non-Américain à s'imposer. En outre, il remporte aussi le double avec son frère en 1902 et 1903. Toutefois, il ne défend pas son titre en 1904 et le trophée retourne aux Américains, en la personne de Holcombe Ward. Il est défait l'année suivante par Beals Wright, lui-même vaincu en 1906 par William Clothier, qui fait partie des nombreux joueurs à ne pas défendre son titre. Cela permet à William Larned de rétablir son hégémonie sur le tournoi pour une durée de cinq ans lors de laquelle il s'impose notamment contre Clothier en 1909 et Tom Bundy en 1910 après des combats en cinq manches. Lorsqu'il remporte le tournoi pour la dernière fois, il est âgé de 38 ans ce qui reste aujourd'hui un record et égale le record de sept titres de Richard Sears. Durant les années de domination de Larned, l'US Open connaît un grand succès et le tournoi s'agrandit d'années en années. En 1908, le tableau oppose 128 joueurs puis 202 en 1911, le record. C'est aussi en 1911 que le Challenge round est joué pour la dernière fois avant d'être abandonné. Dorénavant, le vainqueur de l'édition précédente doit lui aussi participer au tournoi. C'est Maurice McLoughlin qui remporte le premier tournoi sous cette nouvelle formule, battant en finale Wallace F. Johnson et devenant le premier vainqueur de l'US Open à remonter un déficit de deux manches à zéro en finale (3-6, 2-6, 6-2, 6-4, 6-2). Il conserve son titre lors de l'édition 1913. Il est finalement battu par Richard Williams en 1914. Malgré le déclenchement de la Première Guerre mondiale la première année, l'US Open n'est pas interrompu, y compris après l'entrée en guerre des États-Unis en 1917. En 1915, du fait de l'importance croissante du tournoi, celui-ci quitte Newport pour le West Side Tennis Club à Forest Hills, à New York.

### Les années 1920: les Européens à l'assaut de l'Amérique

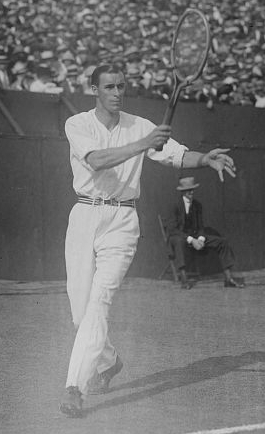
Bill Tilden remporte à sept reprises le tournoi lors des années 1920, égalant le record de Richard Sears et William Larned.

La finale de l'édition 1919 oppose deux rivaux qui vont marquer le tournoi de leur empreinte. Bill Johnston remporte en effet le tournoi contre Bill Tilden mais les deux joueurs vont se rencontrer encore cinq fois au même stade de la compétition avec à chaque fois le même résultat : la victoire de Bill Tilden. Cela commence dès 1920 avec le premier succès de Bill Tilden confirmé l'année suivante contre Wallace F. Johnson puis à nouveau contre Bill Johnston en 1922, 1923, 1924, 1925. Tilden remporte aussi le tournoi de double à cinq reprises (1918, 1921, 1922, 1923, 1927) et le double mixte à quatre reprises (1913, 1914, 1922, 1923). De 1921 à 1923, en raison des travaux d'extension au sein du West Side Tennis Club avec notamment la construction d'un court central de 15 000 places, le tournoi messieurs est brièvement organisé au sein du Germantown Cricket Club à Philadelphie. En 1926, Bill Tilden est finalement vaincu en quart de finale par le Français Henri Cochet qui met fin à une série de 42 victoires consécutives de l'Américain (le record du tournoi). Bill Johnston ne peut en profiter car il est lui aussi battu par un Français, Jean Borotra. Le monde du tennis masculin connaît alors la domination de quatre joueurs français (Jean Borotra, Henri Cochet, René Lacoste et Jacques Brugnon) connu sous le nom des Quatre Mousquetaires. La finale de l'édition 1926 est la première où ne figure aucun Américain et oppose Lacoste à Borotra pour la victoire du premier. Borotra se console en remportant le double mixte aux côtés d'Elizabeth Ryan. L'édition 1927 confirme l'hégémonie française avec le succès de Cochet sur Borotra alors qu'il était mené deux manches à rien (4-6, 4-6, 6-3, 6-4, 7-5) et en sauvant six balles de match. En 1928, Henri Cochet s'impose pour la deuxième fois en défaisant l'Américain Francis Hunter en finale. Toutefois, cette édition est la dernière lors de laquelle les Français parviennent à s'imposer puisque l'année suivante, Bill Tilden remporte son septième titre en battant Hunter, ce qui lui permet d'égaler Larned et Sears.
Bill Tilden participe pour la dernière fois à l'US Open en 1930 mais il est battu par John Doeg qui remporte ensuite le tournoi contre Frank Shields. En 1931, Tilden s'engage sur le circuit professionnel naissant et ne peut plus participer à l'US Open ouvert seulement aux amateurs. C'est le jeune Ellsworth Vines qui remporte le tournoi après avoir remonté un déficit de deux manches à zéro contre Fred Perry en demi-finale. Il conserve son titre contre Henri Cochet en 1932. L'édition 1933 est une date marquante dans l'histoire du tennis. En effet, l'Australien Jack Crawford remporte l'open d'Australie, les Internationaux de France et Wimbledon. Ces trois tournois ainsi que l'US Open sont alors considérés comme les plus importants du tennis. Fatigué par sa saison et désireux de revenir en Australie, il pense d'abord à ne pas jouer l'US Open mais pressé par sa fédération, il accepte de participer à l'US Open. En effet, les médias de l'époque commencent à s'intéresser à sa performance à laquelle ils donnent le nom de « Grand Chelem » pour qualifier le fait de remporter les quatre tournois de tennis la même année. Toutefois, entamé physiquement, il est vaincu par Fred Perry au terme d'une finale en cinq manches (6-3, 11-13, 4-6, 6-0, 6-1) et la notion de Grand Chelem est oublié durant quelques années. L'année suivante, Fred Perry conserve son titre et remporte lui aussi trois grands chelems de l'année (avec l'open d'Australie et Wimbledon), une performance parfois qualifiée de petit chelem. Blessé, il ne peut défendre son titre en 1935 et c'est Wilmer Allison qui s'impose contre Sidney Wood. Perry récupère son bien en 1936 en battant Donald Budge sur un score serré (2-6, 6-2, 8-6, 1-6, 10-8) et malgré le fait que Budge ait eu deux balles de match. Donald Budge remporte le tournoi l'année suivante après avoir gagné Wimbledon et est sur la route d'une série de succès inédite dans des tournois du grand chelem. En effet, malgré des propositions pour rejoindre le circuit professionnel, il décide de rester une année de plus année sur le circuit amateur dans le but de remporter les quatre tournois majeurs la même année. Il parvient à remporter l'open d'Australie, Roland-Garros et Wimbledon. Il se retrouve donc dans la même situation que Jack Kramer en 1933 et les médias réutilisent alors le terme de Grand Chelem à l'approche de l'US Open. Lors du tournoi, il ne perd qu'un seul set face à Gene Mako, son partenaire de double, en finale pour s'imposer et réaliser le premier Grand Chelem de l'histoire du tennis. La même année, il remporte aussi le double et le double mixte. L'Américain Bobby Riggs remporte la dernière édition avant le déclenchement de la Seconde Guerre mondiale. Tout comme pour la Première Guerre mondiale et à la différence des trois autres tournois du grand chelem, l'US Open n'est pas interrompu mais son tableau oppose beaucoup moins de joueurs et presque tous sont Américains. Enfin, certains des meilleurs joueurs américains ne peuvent participer au tournoi en raison de leur engagement dans l'armée. Le gouvernement américain veut se servir des compétitions sportives pour soutenir le moral de la population. Au cours de cette période troublée, les vainqueurs sont Don McNeill (1940), Bobby Riggs (1941), Ted Schroeder en 1942, Joseph R. Hunt en 1943, Frank Parker en 1944 et 1945.
Les femmes font leur entrée dans le tournoi en 1887 et la première compétition de simple dames, qui se tient à Philadelphie, est remportée par Ellen Hansell. Cette dernière ne parvient pas à conserver son titre l'année suivante face à Bertha Townsend qui remporte les éditions de 1888 et 1889 avant d'être détrônée par Ellen Roosevelt, la cousine du futur président Franklin Delano Roosevelt. L'année suivante, elle est défaite lors du Challenge Round par la Britannique Mabel Cahill, première non-Américaine à remporter le tournoi. Cette même année, le Challenge round passe à un format en trois sets gagnants, normalement réservé aux hommes. Ce format est conservé jusqu'en 1901. En 1892, Cahill parvient à conserver son titre après un combat en cinq sets contre Elisabeth Moore. Elle renonce à défendre l'année suivante et le Challenge round n'a donc pas lieu. La gagnante est Aline Terry qui sort victorieuse du tournoi All Comers dont la finale se joue en deux sets gagnants.

### De Molla Bjurstedt Mallory à Helen Wills

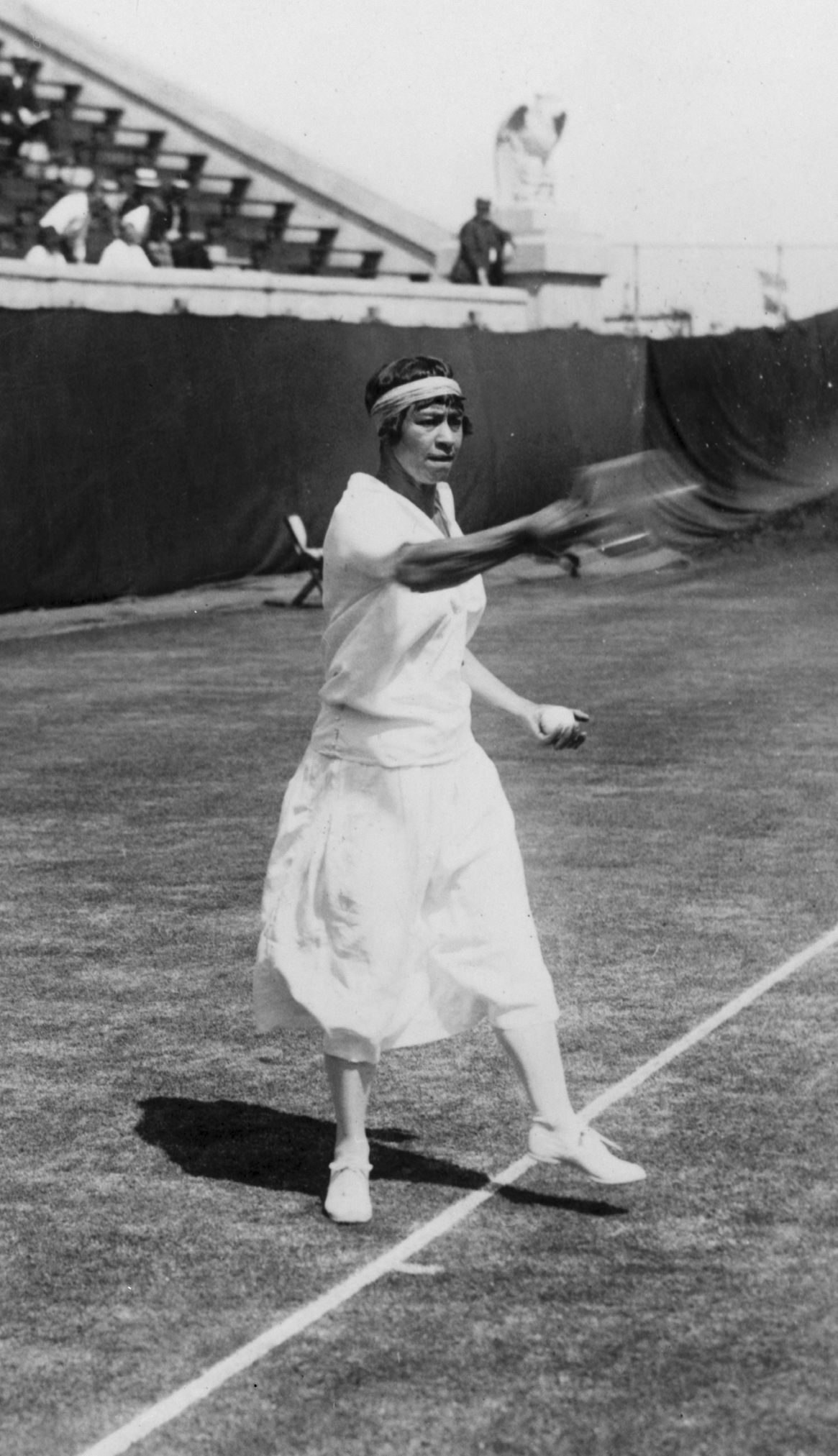
Molla Bjurstedt Mallory en 1924. Avec huit titres en simple dames, elle détient toujours le record de titres.

L'édition 1919 du simple dames voit l'élimination surprise de la Norvégienne Molla Bjurstedt en demi-finale par l'Américaine Marion Zinderstein. Toutefois, celle-ci est vaincue en finale par Hazel Hotchkiss Wightman. Il ne faut qu'un an à Molla Bjurstedt-Mallory pour reconquérir son trône en prenant sa revanche en finale contre Zinderstein. Elle remporte les deux éditions suivantes. D'abord celle de 1921 où elle élimine au deuxième tour la Française Suzanne Lenglen qui fait le déplacement pour la première fois. C'est alors un véritable choc puisque Lenglen n'a pas perdu un match depuis la fin de la guerre et près de 8 000 personnes assistent au match, un record pour une rencontre féminine. Finalement, malgré le gain de la première manche, Lenglen abandonne au début de la seconde. Cela permet à la Norvégienne de poursuivre sa route jusqu'en finale où elle bat Mary Kendall Browne. En 1922, elle s'impose contre Helen Wills âgée de seulement 17 ans. Celle-ci ne tarde guère à dominer le tennis féminin. Ainsi, elle prend sa revanche contre Mallory dès l'édition 1923. En 1924, elle bat à nouveau la Norvégienne et remporte aussi le double dames avec Hazel Hotchkiss Wightman ainsi que le double mixte aux côtés de Vinnie Richards. En 1925, elle remporte son troisième titre d'affilée en simple dames en battant la Britannique Kitty McKane.

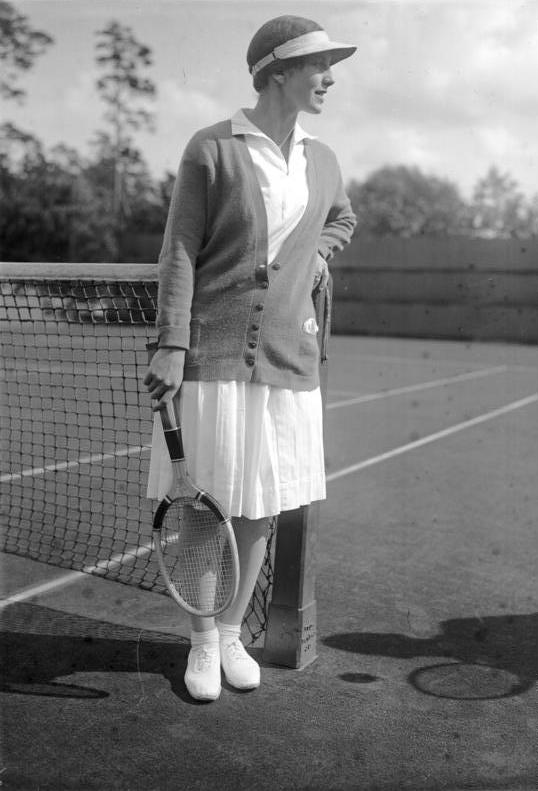
Helen Wills (Helen Wills Moody à partir de 1929) succède à la Norvégienne Mallory comme maîtresse des lieux à l'US Open.

L'édition 1926 est marquée tant par l'absence d'Helen Wills à cause d'une appendicectomie que par le retour au premier plan de Mallory qui remporte son huitième US Open à 42 ans, ce qui constitue un record (tant pour le nombre de titres que pour l'âge). La finale qui l'oppose à Elizabeth Ryan est l'une des plus accrochées de l'histoire du tournoi puisque Mallory doit sauver une balle de match avant de s'imposer sur le score de 3-6, 6-4, 12-10. En 1927, Helen Wills retrouve le tournoi et conquiert sa quatrième couronne face à la Britannique Betty Nuthall. Elle conserve son titre l'année suivante contre Helen Jacobs et complète une année très fructueuse puisqu'elle gagne aussi les Internationaux de France et Wimbledon (elle ne participe pas à l'Open d'Australie). En 1929, elle réédite cette performance et elle remporte un troisième titre consécutif face à Phoebe Holcroft et après avoir infligé un 6-0, 6-0 à Mallory en demi-finale (la Norvégienne étant alors âgée de 45 ans). Toutefois, elle ne peut concourir pour gagner un quatrième titre consécutif et c'est Betty Nuthall qui saisit cette occasion et devient la première Britannique à triompher outre-Atlantique. En 1931, Helen Wills est de retour et reconquiert son trône aux dépens d'Eileen Bennett. Âgée de seulement 26 ans, elle possède déjà sept titres à l'US Open et semble sur le point d'égaler la performance de la Norvégienne Mallory, d'autant plus qu'elle commence l'année 1932 avec un succès aux Internationaux de France, puis à Wimbledon. Toutefois, elle déclare forfait pour le tournoi américain et c'est sa dauphine, Helen Jacobs, qui s'impose face à Carolin Babcock. En 1933, Helen Wills a de nouveau l'occasion de glaner un huitième titre. Elle parvient en finale après avoir perdu une manche en demi-finale, une première depuis sa défaite en finale en 1922 pour sa première participation. En finale, elle est opposée à Helen Jacobs qui parvient à remporter le premier set sur le score serré de 8-6. Helen Wills s'empare de la deuxième manche 6-3 mais est contrainte à l'abandon pour des douleurs au dos alors qu'elle est menée 3-0 dans la dernière manche. Toutefois, cette sortie lui est vivement reprochée par la presse qui lui reproche son manque de fair-play. De nouveau absente l'année suivante, Helen Wills ne jouera plus l'US Open et c'est Hele Jacobs qui gagne un troisième titre puis un quatrième titre en 1935, à chaque fois contre Sarah Palfrey. Elle est vaincue en 1936 par Alice Marble. L'édition 1937 est marquée par une finale inattendue entre la Chilienne Anita Lizana et la Polonaise Jadwiga Jędrzejowska qui parviennent à vaincre les deux finalistes de l'année précédente. Pour la première fois de l'histoire du tournoi féminin, aucune Américaine n'est présente en finale. C'est finalement la Chilienne qui s'impose facilement et devient la première joueuse Sud-Américaine à remporter un tournoi du Grand Chelem. En 1938, le déclin d'Helen Jacobs se poursuit puisqu'elle est éliminée dès le troisième tour tandis qu'Alice Marble gagne le tournoi pour la deuxième fois après une demi-finale très serrée (5-7, 7-5, 7-5) contre Sarah Palfrey lors de laquelle elle sauve deux balles de match. Alice Marble conserve son titre en 1939 et en 1940 contre Helen Jacobs. Les autres éditions perturbées par la Seconde Guerre mondiale sont remportées par Sarah Palfrey en 1941 et 1945 et Pauline Betz en 1942, 1943, 1944.

### L'hégémonie Américaine d'après-guerre (1946-1955)
Après la période troublée de la Seconde Guerre mondiale, le circuit international se reconstitue à partir de 1946 avec la reprise des trois autres tournois du Grand Chelem tandis que l'US Open retrouve son format d'avant-guerre et voit le retour de joueurs étrangers dans son tableau. Toutefois, cela n'empêche pas les joueurs Américains de fortement dominer la période d'après-guerre. Jack Kramer qui s'est engagé comme militaire revient dans le monde du tennis et s'impose logiquement à l'US Open face à Tom Brown. Lors de sa dernière année sur le circuit amateur en 1947, il conserve son titre à l'US Open en parvenant à remonter un déficit de deux manches à zéro en finale contre Frank Parker (4-6, 2-6, 6-1, 6-0, 6-3). C'est le jeune et talentueux Pancho Gonzales qui lui succède à l'âge de 20 ans en battant Eric Sturgess. Reprenant le même chemin que Kramer, il joue encore une année sur le circuit amateur, le temps de s'imposer contre Ted Schroeder après avoir remonté un déficit de deux manches à rien (16-18, 2-6, 6-1, 6-2, 6-4). Le départ de Gonzalez pour le circuit professionnel combiné à ceux de Kramer et de Frank Parker précédemment contribue à affaiblir la domination américaine sur le circuit amateur. Toutefois, c'est bien un Américain, Arthur Larsen, qui s'impose lors d'une finale serrée face à Herbert Flam. Néanmoins, l'année suivante, le circuit amateur subit la domination de l'Australien Frank Sedgman qui réalise le grand chelem en double avec Ken McGregor et remporte aussi le tournoi de simple de l'US Open face à Vic Seixas ainsi que le double mixte. Il garde son titre l'année suivante contre Gardnar Mulloy mais, s'il parvient à remporter encore le double mixte, il échoue en double lors d'une finale très serrée alors qu'il se dirigeait avec son partenaire McGregor vers un deuxième grand chelem consécutif. Tony Trabert rétablit la domination américaine en 1953 en s'imposant face à Vic Seixas. Ce dernier parvient à 31 ans et pour sa 13e participation à remporter l'US Open en simple en 1954 contre Rex Hartwig, un triomphe renforcé par ses succès en double avec Tony Trabert et en double mixte avec Doris Hart. En 1955, Tony Trabert boucle à l'US Open son petit chelem après avoir remporté les Internationaux de France de tennis et Wimbledon.
Chez les femmes, Pauline Betz qui a dominé le tennis féminin lors de la Seconde Guerre mondiale remporte le premier US Open de l'après-guerre en s'imposant face à Doris Hart (11-9, 6-3). L'année suivante, c'est Louise Brough qui gagne le tournoi face à Margaret Osborne duPont (8-6, 4-6, 6-1), sa partenaire de double avec qui elle remporte le tournoi de double dames ainsi que le double mixte. Margaret Osbourne prend sa revanche en 1948 au terme d'une finale extrême serrée qu'elle remporte 4-6, 6-4, 15-13. L'hégémonie américaine sur le tournoi se poursuit avec la deuxième puis la troisième victoire de Margaret Osborne duPont contre Doris Hart en 1949 et 1950. L'édition 1950 consacre le neuvième succès d'affilée en double de Margaret Osborne et de Louise Brough ce qui constitue un record (Margaret Osborne ayant aussi remporté le double de l'édition 1941 avec Sarah Palfrey, c'est son dixième titre d'affilée en double). En 1951, la jeune Maureen Connolly remporte son premier US Open quelques jours avant ses 17 ans. Elle ne tarde pas à confirmer a domination naissante en gagnant Wimbledon et l'US Open contre Doris Hart. Toutefois, c'est en 1953 qu'elle réalise le plus grand exploit de sa carrière. En effet, elle arrive à l'US Open après avoir remporté l'Open d'Australie, Roland-Garros et Wimbledon en ayant perdu qu'un seul set lors de ces trois tournois. En s'imposant en finale à Forest Hills contre Doris Hart (qu'elle avait déjà battu en finale de Wimbledon et de Roland-Garros), elle réalise le premier Grand Chelem de l'histoire du tennis féminin. Malheureusement pour l'Américaine, alors qu'elle se promène à cheval peu avant l'US Open et après avoir remporté Roland-Garros et Wimbledon, elle est percutée par un camion et est gravement blessée à la jambe droite, ce qui la contraint à mettre un terme à sa carrière. Doris Hart qui avait perdu les deux dernières finales du Grand Chelem américain remporte le titre de l'édition 1954 contre Louise Brough. Elle garde son titre en 1955 contre la Britannique Pat Ward qui est la première non-américaine à parvenir en finale de l'US Open depuis 1938. Si la domination américaine perdure après 1955 dans le tennis féminin, des joueuses d'autres nationalités parviennent toutefois à contester épisodiquement cette hégémonie.

### L'ère Australienne
Toutefois, ce succès de Trabert est le dernier succès américain avant 1968. Pendant douze éditions, aucun joueur américain ne parvient à s'imposer ce qui constitue un record. Ce sont les Australiens, déjà présents par le biais de Sedgman ou Ken Rosewall finaliste en 1955, qui s'installent comme la nation dominante. En 1956, Lew Hoad parvient à s'imposer à l'Open d'Australie, à Roland-Garros et à Wimbledon et arrive donc à Forest Hills dans la position de réaliser le deuxième grand chelem de l'histoire. En finale, il est opposé à Rosewall qu'il a battu en Australie et à Wimbledon mais malgré le gain du premier set, il est finalement battu en quatre manches (4-6, 6-2, 6-3, 6-3). L'année suivante, la finale oppose à nouveau deux Australiens et c'est Malcolm Anderson qui s'impose face à Ashley Cooper. Ce dernier prend sa revanche l'année suivante au cours d'une finale au long cours (62, 3-6, 4-6, 10-8, 8-6) et réalise le petit chelem (il lui manque les Internationaux de France). L'Australien Neale Fraser prolonge l'hégémonie australienne en battant Alex Olmedo, blessé à l'épaule, en 1959. L'année suivante est marquée par la rivalité entre Fraser et Rod Laver. Ce dernier remporte d'abord l'open d'Australie mais Fraser prend sa revanche à Wimbledon puis à l'US Open. Laver échoue à nouveau en finale face à Roy Emerson en 1961. Finalement, en 1962, Rod Laver se présente à Forest Hills après avoir remporté l'open d'Australie, Roland-Garros et Wimbledon. Il ne perd qu'un set avant la finale où il rencontre Emerson pour la revanche de l'an passé. Il s'impose en quatre manches (6-2, 6-4, 5-7, 6-4) et réalise le deuxième grand chelem de l'histoire. Grâce à cette performance, il peut intégrer le circuit professionnel l'année suivante. L'édition 1963 consacre le Mexicain Rafael Osuna contre Frank Froehling, le premier Américain à arriver en finale depuis 1955. La saison 1964 voit le retour des Australiens avec notamment Roy Emerson revenu à son meilleur niveau qui s'impose à trois reprises contre Fred Stolle en finale de grand chelem à l'open d'Australie, à Wimbledon puis à l'US Open. En 1965, Manuel Santana devient le premier espagnol à remporter l'US Open contre Cliff Drysdale. Fred Stolle rétablit la domination australienne dès 1966 lorsqu'il bat John Newcombe. Ce dernier s'impose l'année suivante lors de la dernière édition de l'US Open uniquement ouverte aux joueurs amateurs.
Chez les femmes, l'édition 1956 voit le succès de Shirley Fry contre Althea Gibson mais cette dernière remporte l'US Open l'année suivante et devient à cette occasion la première afro-américaine à s'imposer chez les femmes. Elle conclut une belle saison marquée par un titre à Wimbledon et une finale à l'Open d'Australie. L'édition 1957 est aussi marquée par le dernier titre en double dames de Louise Brough et Margaret Osborne. Celles-ci ont gagné à douze reprises cette compétition (treize au total pour Margaret Osborne qui détient toujours le record), une performance inégalée pour une équipe de double. En simple, Gibson conserve son titre en 1958 contre Darlene Hard. À la suite de cette saison, elle décide de s'engager sur le circuit professionnel. C'est la Brésilienne Maria Bueno qui prend sa succession et remporte le tournoi en ne cédant qu'un seul set. C'est alors la première non-américaine à remporter le tournoi depuis 1937. Néanmoins, elle est défaite l'année suivante par Darlene Hard. Celle-ci récidive l'année suivante en s'imposant contre la Britannique Ann Haydon-Jones en 1961. L'année 1962 voit l'explosion sur le circuit de l'Australienne Margaret Smith Court qui remporte trois titres du Grand Chelem dont l'US Open face à la tenante du titre (seul le tournoi de Wimbledon lui échappe). L'Australienne est défaite en finale en 1963 par Maria Bueno qui conquiert son deuxième titre américain puis son troisième l'édition suivante contre l'Américaine Carole Caldwell Graebner au terme d'une finale à sens unique (6-0, 6-1) d'une durée de vingt-cinq minutes seulement.

### L'ère Open
Avec le début de l'ère Open et l'ouverture progressive de l'ensemble des tournois aux professionnels, l'United States Championships prend officiellement le nom d'« US Open ».

#### Les premières années
Le premier tournoi de l'US Open ouvert aux professionnels est remporté par Arthur Ashe qui devient à cette occasion le premier afro-américain à remporter le tournoi face à Tom Okker sur le score serré de 14-12, 5-7, 6-3, 3-6, 6-3, mais aussi le premier Américain à s'imposer depuis 1955. L'année suivante est marquée par l'hégémonie de l'Australien Rod Laver qui se présente à Forest Hills en ayant dans sa besace les trophées de l'Open d'Australie, de Wimbledon et des Internationaux de France de tennis. Il est donc dans la situation de réaliser un deuxième grand chelem après celui de 1962. Il atteint la finale de l'US Open sans grande difficulté à l'exception de son quatrième tour gagné en cinq manches contre Dennis Ralston. Toutefois, du fait de la pluie persistante, la finale est repoussée au mardi. Devant seulement 3 708 spectateurs et lors d'un match entrecoupé par des interruptions à cause de la météo, Laver réalise le grand chelem en s'imposant contre Tony Roche. Ce dernier échoue à nouveau à conquérir le trophée américain en 1970 en perdant contre Ken Rosewall, alors âgé de 36 ans. L'année 1971 marque la fin de l'ère de la domination australienne à l'US Open. En effet, Laver, Rosewall et Emerson décident de ne pas faire le voyage pour se reposer tandis que John Newcombe est défait au 1er tour par Jan Kodeš, le vainqueur des Internationaux de France. Si Kodes est vexé de ne pas être tête de série malgré son succès en France, il parvient à se hisser jusqu'en finale où il est battu par l'Américain Stan Smith. Cette édition est aussi marquée par l'introduction du jeu décisif (ou tie-break) joué à la fin de chaque manche en cas d'égalité à six jeux partout, alors qu'auparavant le vainqueur de la manche devait avoir deux jeux d'écart avec son adversaire. Contrairement aux autres grands chelems où le jeu décisif est aussi progressivement introduit, l'US Open décide que la manche décisive pourra être jouée au jeu décisif en cas d'égalité à six jeux partout. L'édition 1972 voit le grand retour d'Arthur Ashe qui parvient jusqu'en finale mais ne peut se défaire du Roumain Ilie Năstase qui gagne son premier titre du grand chelem après deux échecs aux Internationaux de France de tennis en 1971 et à Wimbledon en 1972. En 1973, l'Australie fait un bref retour sur le devant de la scène avec le succès de John Newcombe, le plus jeune représentant de l'ère des « Grands Australiens », qui s'impose face à Jan Kodes.
Chez les femmes, le premier titre de l'ère Open est remportée par la Britannique Virginia Wade qui défait Billie Jean King (6-4, 6-2), fatiguée par ses deux précédents matchs en trois manches. L'année suivante, la tête de série numéro 2 Margaret Smith Court écrase la concurrence (diminuée par l'absence de la tête de série numéro 1 Ann Haydon-Jones) en ne perdant aucun set (elle ne perd qu'à deux reprises plus de deux jeux sur les douze sets qu'elle a remporté). En finale, elle s'impose 6-2, 6-2 contre Nancy Richey. Cette année-là, elle remporte aussi Roland-Garros et l'open d'Australie mais elle réussit une performance plus éclatante l'année suivante. En effet, elle parvient à remporter les trois premiers titres du Grand Chelem et se présente à l'US Open en position de réaliser le deuxième Grand Chelem de l'histoire du tennis féminin. Sur le chemin de la finale, elle ne laisse échapper que treize jeux et elle finit par s'imposer 6-2, 2-6, 6-1 contre Rosie Casals. Elle parvient la même année à remporter le double dames et le double mixte. En 1971, Billie Jean King parvient à retrouver sa couronne new-yorkaise en battant Rosie Casals tandis que Margaret Smith Court est contrainte de renoncer au tournoi en raison de sa grossesse. Elle conserve son titre l'année suivante contre Kerry Reid. Elle est à l'époque la véritable tête de proue du tennis féminin notamment du fait de sa victoire contre Bobby Riggs lors de la bataille des sexes en 1973 qui contribue à accroître la crédibilité du tennis féminin. Toutefois, elle perd son titre américain en perdant en huitièmes de finale contre Julie Heldman. C'est Margaret Smith Court qui retrouve son bien lors d'une finale serrée qui l'oppose à sa compatriote Evonne Goolagong (3-6, 6-3, 7-5). Cette dernière perd la finale de l'édition 1974 sur le même score mais contre Billie Jean King.

#### De Forest Hills à Flushing Meadows

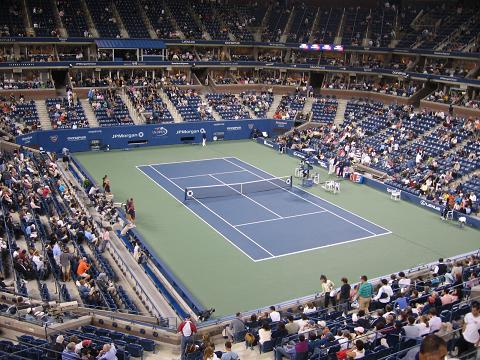
Le stade Arthur Ashe, stade principal de l'USTA National Tennis Center.

L'année 1974 est celle d'un jeune Américain du nom de Jimmy Connors. Ce dernier écrase littéralement la concurrence en remportant 99 de ses 103 matchs ainsi que l'Open d'Australie et Wimbledon. À l'US Open, il confirme son hégémonie en infligeant une lourde défaite (6-1, 6-0, 6-1) au vétéran Ken Rosewall âgé de 39 ans. Encore à ce jour, c'est la victoire la plus expéditive en finale du simple messieurs. L'édition 1974 est aussi la dernière à se dérouler sur gazon. L'organisation du tournoi décide de faire jouer l'US Open sur de la terre battue américaine (appelée Har-Tru) dès l'année suivante. Cette terre battue se différencie de la terre battue européenne par sa couleur (verte et non orange) et par sa plus grande rapidité. Du fait de ce changement, les conditions de jeu ne sont plus les mêmes et permettent à des adeptes du jeu sur terre battue d'espérer s'imposer à l'US Open. C'est le cas de l'Espagnol Manuel Orantes, l'un des représentants de l'école hispanique adepte du jeu sur terre battue. Il conquiert en effet le trophée au détriment de Jimmy Connors. Toutefois, c'est en demi-finale qu'il réalise son plus grand exploit en remontant un déficit de deux manches à zéro puis un retard de cinq jeux à zéro dans la quatrième manche face à un autre spécialiste de la terre battue, l'Argentin Guillermo Vilas (match remporté sur le score de 4-6, 1-6, 6-2, 7-5, 6-4). En 1976, Jimmy Connors remporte son deuxième titre en battant en finale Björn Borg, pourtant grand spécialiste de la terre battue et déjà double vainqueur à Roland-Garros. 

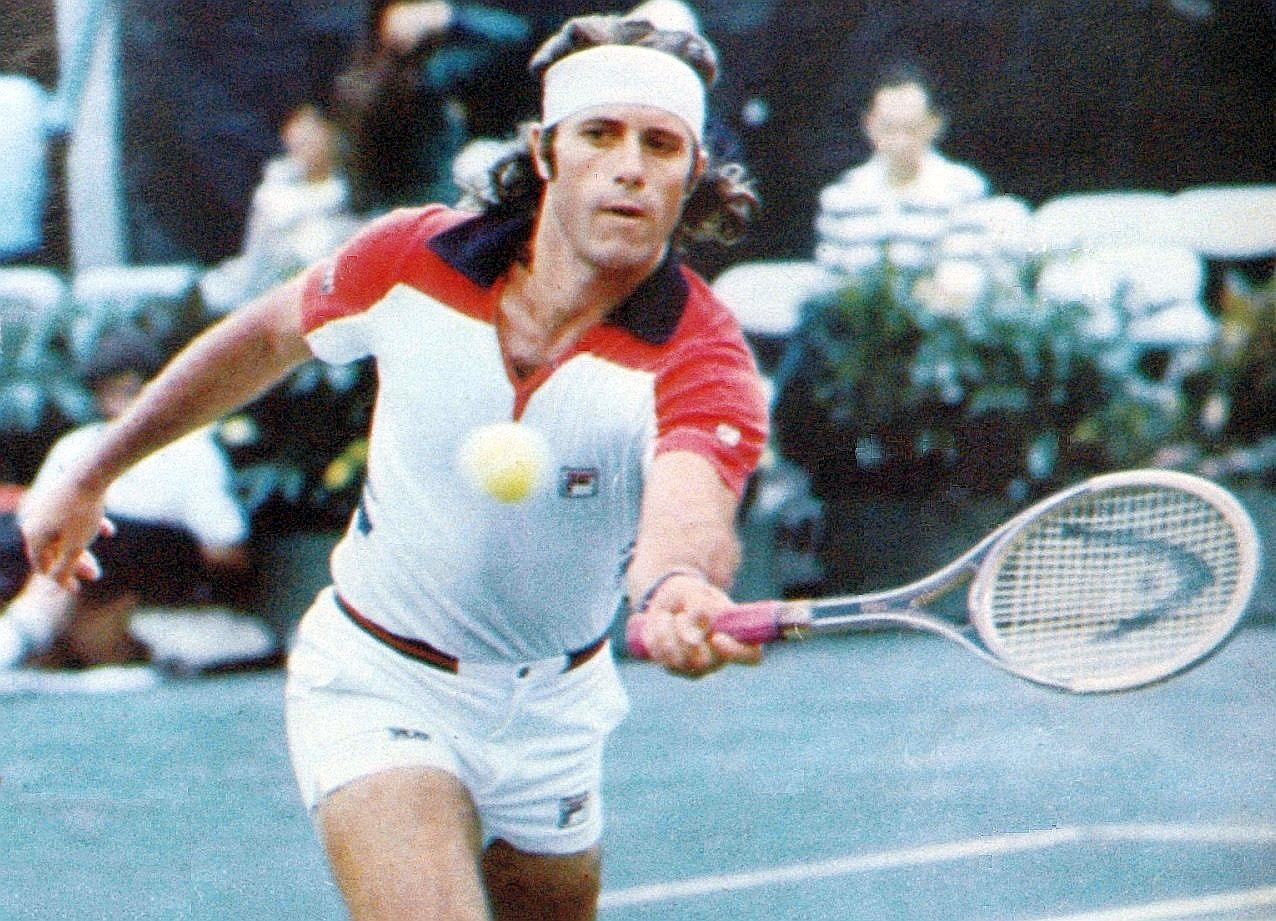
Guillermo Vilas, vainqueur en septembre 1977.

En 1977, c'est de nouveau un terrien qui s'impose en la personne de Guillermo Vilas, déjà victorieux aux Internationaux de France de tennis. Toutefois, l'année suivante, l'organisation du tournoi décide de changer à nouveau de surface tandis que l'US Open abandonne son enceinte de Forest Hills pour emménager dans le parc de Flushing Meadows, au sein de l'USTA National Tennis Center. Pour la première fois dans l'histoire des tournois du grand chelem, c'est une surface dure qui est adoptée. Si cette surface rapide avantage plutôt les joueurs offensifs, elle est moins spécifique que le gazon et permet donc à la plupart des styles de jeu de s'exprimer. Pour sa première édition dans ses nouveaux locaux, l'US Open est le théâtre d'une des nombreuses confrontations entre Borg et Connors qui se disputent la suprématie mondiale. Si le Suédois défait Connors à Wimbledon, l'Américain prend sa revanche chez lui. En 1979 apparaît un nouvel Américain sur le devant de la scène. John McEnroe remporte son premier tournoi du grand chelem face à Vitas Gerulaitis après avoir bénéficié du forfait de deux de ses adversaires. Il parvient aussi à s'imposer en double aux côtés de Peter Fleming. L'édition 1980 confirme la montée en puissance de McEnroe qui manque de peu de détrôner Borg dans son jardin de Wimbledon. L'Américain prend sa revanche à l'US Open où, pour la troisième fois, Borg échoue en finale sur le score serré de 7-6(4), 6-1, 6-7(5), 5-7, 6-4. L'année 1981 confirme la précédente. McEnroe continue sa marche en avant et, après avoir vaincu Borg à Wimbledon, bat de nouveau le Suédois à l'US Open, lui prenant du même coup la première place mondiale. À la suite de ce quatrième échec en finale de l'US Open pour aucun titre (un record) et de sa rétrogradation au classement, le Suédois prendra sa retraite à seulement 25 ans.
Chez les femmes, la malédiction continue pour Evonne Goolagong. Déjà finaliste des deux dernières éditions, le passage sur la terre battue ne lui réussit pas plus puisqu'elle est défaite en 1975 par Chris Evert, l'étoile montante du tennis féminin américain et particulièrement à l'aise sur la terre battue (elle remporte à sept reprises les Internationaux de France). Cette domination se confirme l'année suivante puisqu'elle remporte le titre en ne cédant que douze jeux en six matchs et écrase Goolagong en finale (6-3, 6-0) qui participe à sa quatrième et dernière finale à l'US Open pour aucun succès. En effet, en 1977, c'est au tour d'une autre Australienne, Wendy Turnbull, de subir la loi de Chris Evert qui remporte son troisième US Open consécutif et reste la seule joueuse à s'être imposée lors des trois années durant lesquelles l'US Open s'est joué sur terre. Le passage sur dur ne perturbe pas pour autant l'Américaine qui remporte le tournoi sans perdre un set pour la troisième fois consécutive et en s'imposant contre Pam Shriver en finale (7-5, 6-4). Cependant, l'année suivante, Evert fait face à l'irruption de la jeune Tracy Austin qui remporte le tournoi à seize ans et devient à cette occasion la plus jeune vainqueur de l'histoire de l'US Open, améliorant la performance de Mary Sutton de deux jours. Elle parvient notamment à battre la numéro un mondiale Martina Navrátilová en demi-finale avant de battre Evert en finale. Il ne faut qu'un an pour que Chris Evert ne retrouve sa domination à l'US Open puisqu'elle remporte son cinquième titre contre Hana Mandlíková. Toutefois, en 1981, elle échoue à atteindre la finale depuis six ans avec une défaite en demi-finale contre la Tchécoslovaque naturalisée américaine Martina Navrátilová. Malgré cette victoire, elle échoue en finale contre Tracy Austin qui perd la première manche 6-1 mais s'accroche dans les deux manches suivantes qu'elle remporte au jeu décisif. C'est la première fois de l'histoire que la finale dames se termine au jeu décisif. En 1982, Chris Evert parvient à remporter son sixième et dernier titre à l'US Open en s'imposant à nouveau contre Mandlikova (6-3, 6-1).

#### Les années 1980: Lendl, 8 finales consécutives entre succès et déconvenues
Après deux ans en retrait, Jimmy Connors fait son grand retour en 1982 en remportant pour la quatrième fois l'US Open face au jeune Ivan Lendl, le bourreau de McEnroe en demi-finale. L'édition suivante oppose les mêmes adversaires pour le même résultat, avec le cinquième titre de Connors à 31 ans (victoire 6-3, 6-7(2), 7-5, 6-0) et alors que celui-ci était souffrant. Si l'Américain n'égale pas le record de titres (7) détenus par trois de ses compatriotes, il est encore aujourd'hui le détenteur du record de titres dans l'ère Open avec Pete Sampras et Roger Federer. En 1984, John McEnroe réalise l'une des plus grandes saisons de l'ère Open avec un bilan de 83 victoires pour trois défaites qui reste un record. Au cours de cette année, il parvient à conquérir son quatrième titre new-yorkais en battant sévèrement Ivan Lendl (6-3, 6-4, 6-1) qui échoue pour une troisième fois de suite à gagner l'US Open. Plus que la finale, ce sont les deux demi-finales qui offrent un fabuleux spectacle avec la victoire de McEnroe contre Connors (6-4, 4-6, 7-5, 4-6, 6-3) et celle de Lendl contre Pat Cash après avoir sauvé une balle de match (3-6, 6-3, 6-4, 6-7(5), 7-6(4)). Finalement, le joueur tchécoslovaque parvient à soulever le trophée au bout de sa quatrième tentative contre John McEnroe en 1985. Il n'en fallait pas moins que Lendl enchaîne une série de trois succès consécutifs à Flushing Meadows, comme pour gommer ses trois échecs consécutifs entre 1980 et 1982. Ainsi, en 1986, il s'impose contre son compatriote Miloslav Mečíř sur un score sec (6-4, 6-2, 6-0). Cette édition est aussi marquée par l'absence de joueur américain en demi-finales, une première depuis 1972. En 1987, Lendl s'impose pour son dernier titre à l'US Open contre Mats Wilander lors d'une finale longue de 4 h 47. Il ne leur faut qu'un an pour battre ce record. En effet, Wilander prend sa revanche en remportant le titre après une finale de près de cinq heures (4h54 minutes de jeu, 6-4, 4-6, 6-3, 5-7, 6-4). Il réalise grâce à ce titre le petit chelem après avoir remporté l'Open d'Australie et les Internationaux de France de tennis et s'empare de la première place mondiale. L'année 1989 est celle de la huitième et dernière finale de Lendl à New York. Il y subit sa cinquième défaite face à l'Allemand Boris Becker.
Chez les femmes, Martina Navrátilová écrase la concurrence en 1983 où elle remporte l'Open d'Australie Wimbledon ainsi que l'US Open contre la maîtresse des lieux qu'est Chris Evert (6-1, 6-3). Cette victoire est une réelle satisfaction pour Navratilova qui participait pour la onzième fois à l'US Open. Elle défend avec succès son titre contre son éternelle rivale Chris Evert en 1984 et remporte alors son sixième titre du Grand Chelem d'affilée. Pourtant, elle ne réalise pas le Grand Chelem car elle échoue à gagner l'Open d'Australie qui se joue alors en décembre. En 1985, Navratilova est défaite par Hana Mandlikova sur un score similaire à sa défaite en finale de l'édition 1981 puisque si elle remporte la deuxième manche 6-1, elle perd les deux autres sur le score de 7-6. Cependant, elle récupère sa couronne en 1986 avec sa victoire contre Helena Sukova (6-3, 6-2). Elle gagne son quatrième et dernier titre américain lors de l'édition de 1987 où elle s'impose contre Steffi Graf (7-6, 6-1), l'étoile montante du tennis féminin.

#### Les années 1990: entre Sampras et Agassi

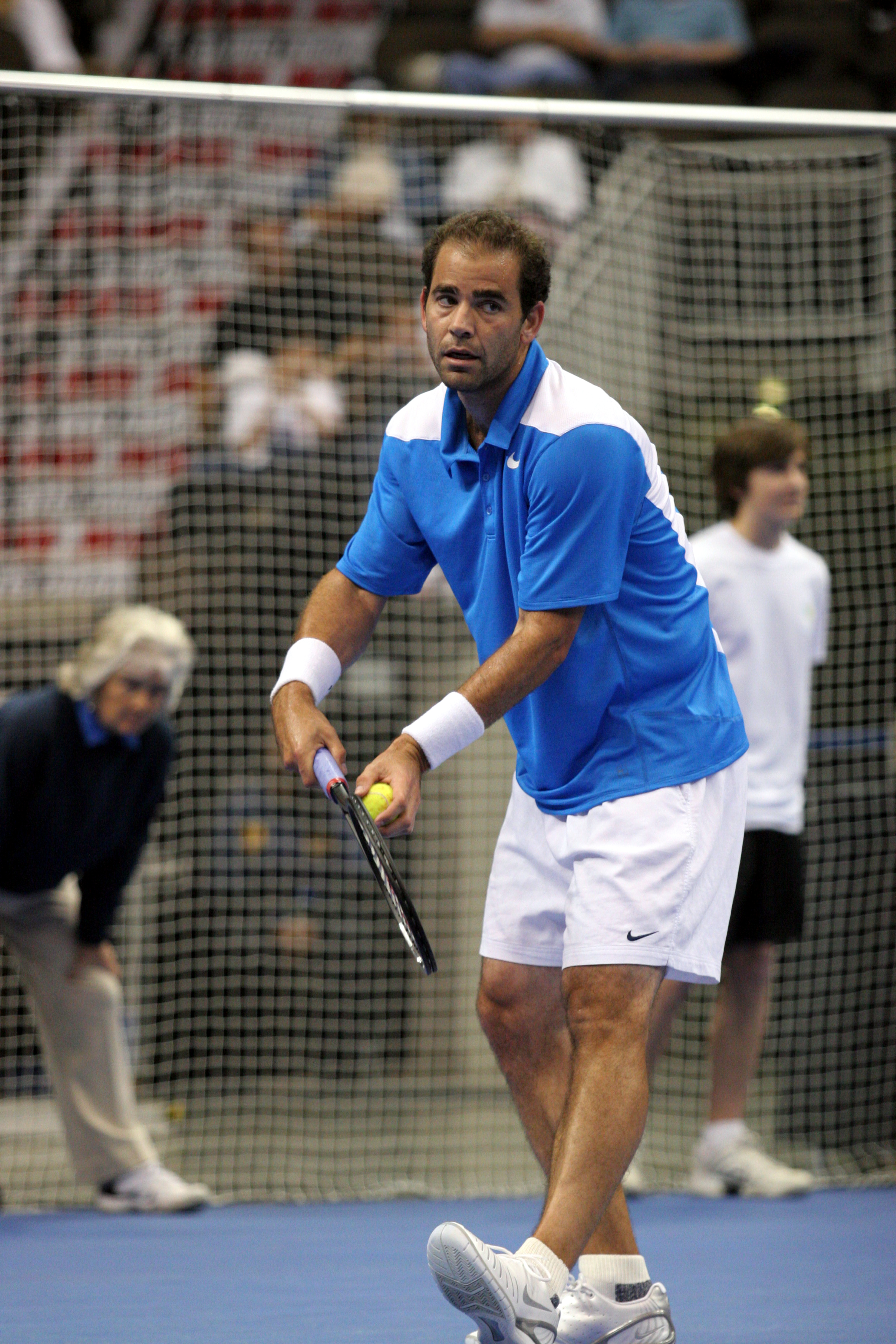
Pete Sampras est le plus jeune joueur à s'être imposé à l'US Open en 1990.

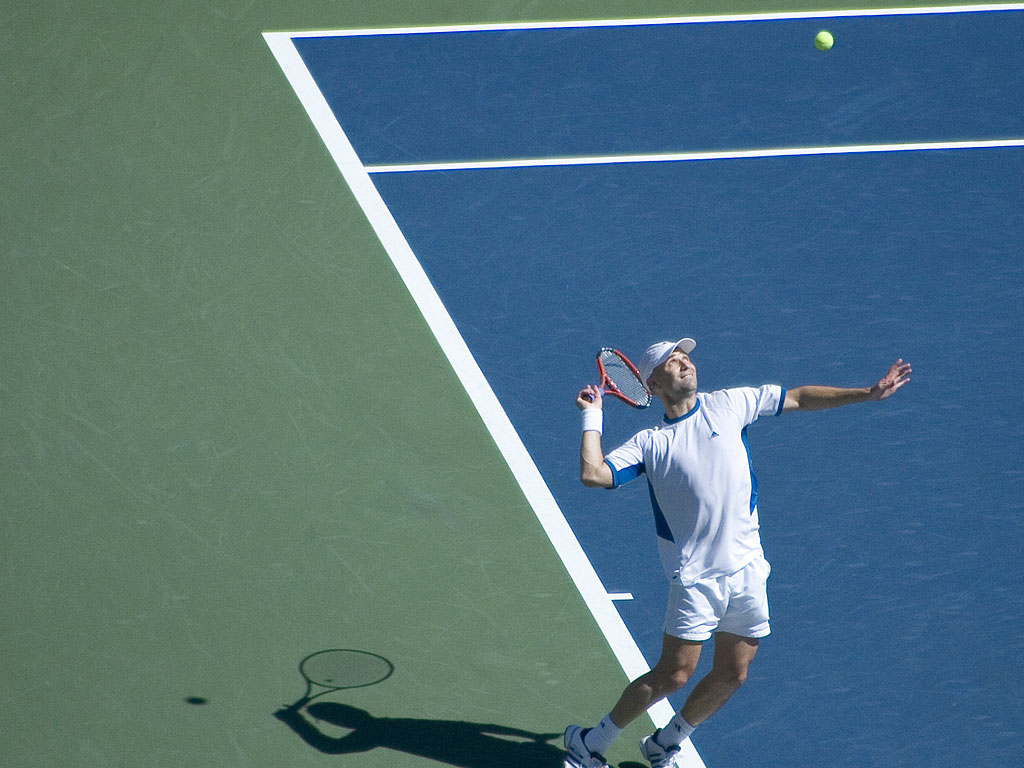
Andre Agassi lors de l'US Open 2005.

L'édition 1990 marque un certain changement de génération, réellement confirmé à partir de 1993. Stefan Edberg, tout nouveau numéro un mondial, est battu dès le premier tour par Alexander Volkov et Ivan Lendl, octuple finaliste consécutif, par un jeune américain prometteur, Pete Sampras. Après avoir éliminé respectivement John McEnroe et Boris Becker en demi-finale, Pete Sampras et Andre Agassi atteignent leur première finale. Agassi, déjà finaliste aux Internationaux de France quelques mois plus tôt échoue une deuxième fois en finale d'un tournoi du Grand Chelem face à Sampras qui devient à cette occasion le plus jeune joueur à remporter l'US Open, à seulement 19 ans et quelques semaines. Bientôt, ces confrontations entre les deux Américains vont devenir un classique du tennis. Toutefois, si une nouvelle génération commence à apparaître, l'US Open 1991 est le théâtre du formidable retour du vétéran Jimmy Connors. Âgé de 39 ans et classé au 174e rang mondial, il bénéficie d'une invitation pour participer au tournoi. Il parvient alors à réaliser l'exploit de se hisser jusqu'en demi-finale alors qu'il était mené deux manches à zéro et trois jeux à zéro dans la troisième manche lors de son premier tour contre Patrick McEnroe. S'il finit par perdre contre Jim Courier, il venait de réaliser l'une des plus grosses performances de l'ère Open. Quant à Courier, il subit une lourde défaite en finale face à Stefan Edberg sur le score de 6-2, 6-4, 6-0. Le Suédois conserve son titre l'année suivante contre Sampras après avoir joué trois matchs en cinq manches consécutivement dont un contre Michael Chang d'une durée de cinq heures et 26 minutes (le record à l'époque pour un match en grand chelem). Sampras parvient finalement à soulever le trophée américain pour la deuxième fois en 1993, après sa victoire contre Cédric Pioline, surprenant vainqueur de Jim Courier que beaucoup de spécialistes voyaient en finale pour un duel face à Sampras, avec comme toile de fond la place de numéro un mondial. Cependant, l'année suivante, gêné par une blessure qui le prive de préparation à l'US Open, Sampras est vaincu dès les huitièmes de finale. C'est son grand rival Agassi qui tire le mieux partie de la défaite du tenant du titre en remportant face à Michael Stich son deuxième titre du grand chelem après Wimbledon en 1992. Il ne faut qu'un an à Sampras pour redevenir le maître des lieux à Flushing Meadows, prenant sa revanche sur Andre Agassi après sa défaite en finale de l'Open d'Australie. Sampras conserve son titre l'année suivante en gagnant la finale contre Michael Chang, un autre Américain. Son match contre Àlex Corretja en quart de finale reste comme l'un des plus beaux joués dans le tournoi. D'une durée de quatre heures et neuf minutes, il se conclut sur le score de 7-6(5), 5-7, 5-7, 6-4, 7-6(9). En 1997, il ne parvient pas à franchir le cap des huitièmes de finale, échouant lors d'un nouveau match au long cours contre Petr Korda cette fois-ci. C'est l'Australien Patrick Rafter qui s'impose contre le Britannique Greg Rusedski. Rafter conserve son titre en 1998 en battant Sampras en demi-finale puis son compatriote Mark Philippoussis en finale. Il réalise alors un triplé inédit en enchaînant Masters du Canada, Masters de Cincinnati, US Open de tennis, une performance qu'égalera Andy Roddick en 2003. En se faisant sortir dès le premier tour de l'US Open 1999 sur abandon, Rafter devient aussi le premier tenant du titre sorti d'entrée de tournoi depuis la création de l'US Open. C'est Andre Agassi qui lui succède au palmarès en battant son compatriote Todd Martin lors d'une finale serrée (6-4, 6-7(5), 6-7(2), 6-3, 6-2.
L'année 1988 est marquée par la véritable explosion de Steffi Graf qui se présente à l'US Open après avoir remporté l'Open d'Australie, Roland-Garros et Wimbledon ainsi que le tournoi olympique de tennis des Jeux olympiques de Séoul. Ainsi, Graf a l'occasion de réaliser un Golden Slam (Grand Chelem doré), c'est-à-dire remporter les quatre tournois du Grand Chelem ainsi que la médaille d'or olympique, ce qui n'a jamais été fait (le tennis fait son retour aux JO en 1988). L'Allemande est confrontée à sa coéquipière de double Gabriela Sabatini qui est la seule à l'avoir vaincue cette saison (à deux reprises). Toutefois, l'Argentine ne peut rien et Graf s'impose 6-3, 3-6, 6-1, réalisant donc le Grand Chelem doré. Elle conserve son titre l'année suivante en battant Martina Navratilova après avoir souffert lors deux premiers sets (3-6, 7-5, 6-1). En 1990, Sabatini prend sa revanche et bat Steffi Graf. L'édition 1991 est marquée par l'explosion de la Yougoslave Monica Seles qui vient de remporter l'Open d'Australie et Roland-Garros (elle s'est retirée du tournoi de Wimbledon sans raisons particulières). Dans le même temps, Graf est vaincue pour la première fois avant les demi-finales depuis dix-sept Grand Chelem avec sa défaite contre Jana Novotná en quart-de-finale. Quant à Seles, elle conclut son petit chelem en remportant la finale contre Navratilova. L'année suivante, elle confirme son statut de rivale sérieuse à la domination de Steffi Graf et elle conserve son titre américain en l'emportant contre Arantxa Sánchez Vicario et sans perdre le moindre set du tournoi. Malheureusement pour elle, l'année suivante, elle est poignardée à Hambourg en plein match par un spectateur. Si la blessure physique est rapidement soignée, il en est tout autrement de la blessure psychologique. Il faut plus de deux ans à Seles pour revenir sur le circuit et elle ne retrouvera jamais son niveau passé. Quant à Graf, elle continue sa razzia de titres du Grand Chelem en remportant l'US Open contre Helena Suková après s'être imposée à Roland-Garros et Wimbledon (elle échoue en finale de l'open d'Australie contre Seles). En 1994, elle est défaite en finale par Arantxa Sanchez sur le score serré de 1-6, 7-6(3), 6-4. Toutefois, Graf récupère son bien l'année d'après en s'imposant contre Seles qui joue son premier tournoi du grand chelem depuis sa blessure en avril 1993. La finale tient toutes ses promesses, notamment le premier set qui se conclut au jeu décisif et dans lequel Seles se procure une balle de set qu'elle ne parvient pas à convertir (score final : 7-6(6), 0-6, 6-3). La finale de l'édition 1996 oppose à nouveau les deux rivales mais cette fois-ci, l'Allemande s'impose plus facilement (7-5, 6-4) et remporte son cinquième et dernier US Open ainsi que vingt-et-unième titre du Grand Chelem (elle remporte son dernier titre du Grand Chelem lors des Internationaux de France de 1999). Rapidement, sa fin de carrière est perturbée par des blessures et elle doit déclarer forfait pour l'édition suivante. Dans le même temps, l'année 1997 est l'occasion d'un renouvellement de générations avec notamment l'arrivée sur le circuit de la Suissesse Martina Hingis qui remporte l'Open d'Australie et Wimbledon à seulement seize ans. Elle parvient aussi à s'imposer à l'US Open où elle vainc la jeune Américaine (17 ans) Venus Williams sur le score de 6-0, 6-4. Il faut attendre l'édition 1998 pour qu'une Américaine remporte à nouveau l'US Open depuis Navratilova en 1987. C'est Lindsay Davenport qui l'emporte face à la tenante du titre.

#### Les années 2000

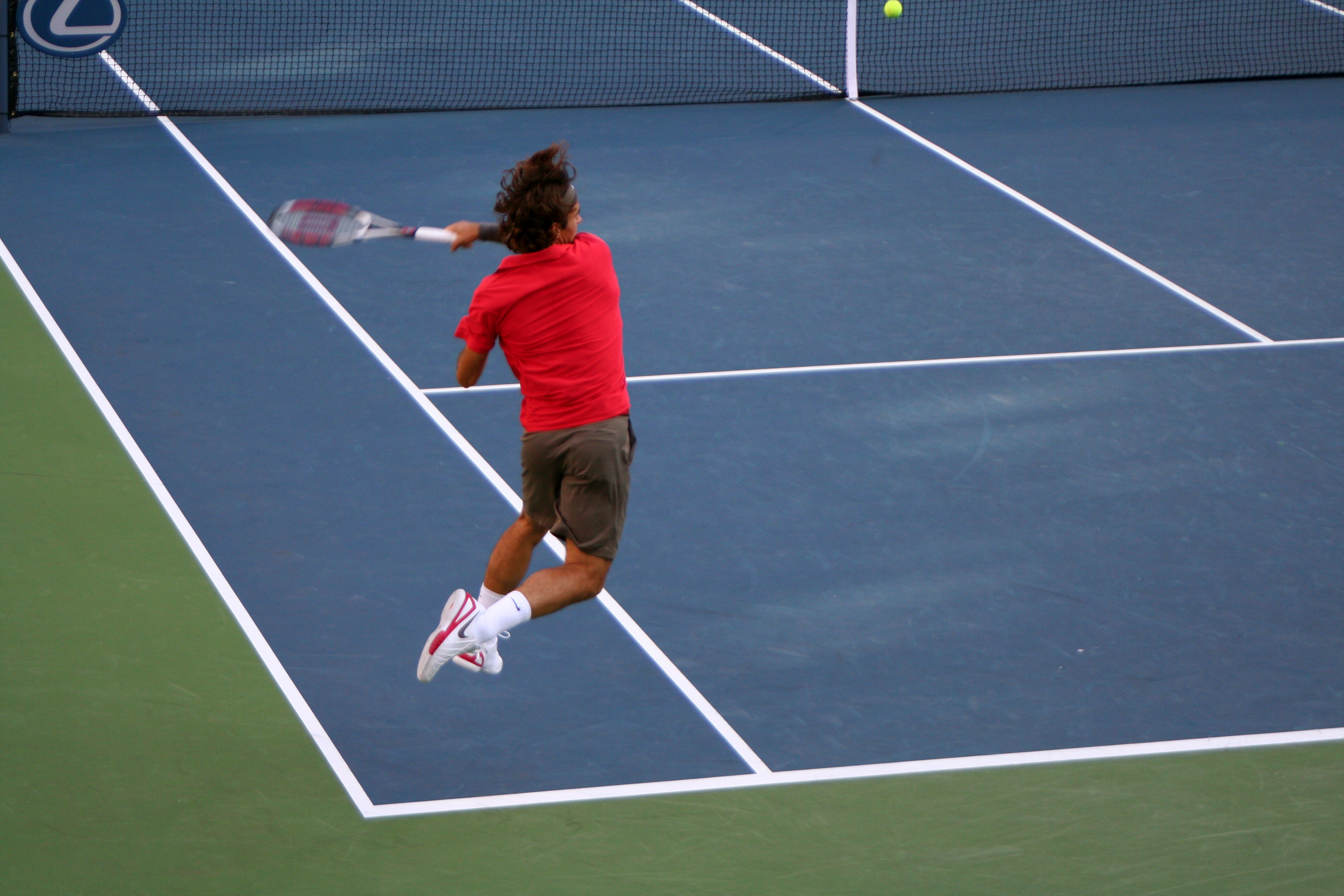
Roger Federer lors de la finale de l'édition 2008 qu'il remporte, devenant le seul joueur de l'ère Open à remporter cinq fois consécutivement l'US Open.

L'an 2000 voit le retour de Pete Sampras mais aussi l'émergence d'une nouvelle génération. La finale oppose en effet Sampras au jeune russe Marat Safin âgé de 20 ans qui remporte le match sur le score de 6-4, 6-3, 6-3. L'année suivante, Sampras parvient à se hisser de nouveau en finale en éliminant consécutivement Pat Rafter, Andre Agassi lors d'un match d'une rare intensité puis Marat Safin en demi-finale, soit les trois vainqueurs du tournoi depuis son dernier titre en 1996. Toutefois, il échoue face à un autre représentant de la jeune garde montante, l'Australien Lleyton Hewitt. En 2002, Sampras qui connaît alors une chute au classement de plus en plus inéluctable parvient enfin à remporter son cinquième titre à l'US Open à la surprise générale et en battant son vieux rival Andre Agassi en finale. Si Sampras n'annonce pas sa retraite dans la foulée, il ne jouera plus aucun tournoi après cet US Open. L'US Open 2003 sacre le jeune espoir américain Andy Roddick qui venait de gagner le Masters du Canada et le tournoi de Cincinnati, égalant donc le triplé de Rafter en 1998. Toutefois, l'Américain qui termine l'année numéro un mondial doit rapidement courber l'échine face à l'explosion du Suisse Roger Federer qui remporte son premier US Open en 2004 en infligeant une lourde défaite à Lleyton Hewitt (6-0, 7-6, 6-0). Après avoir déjà remporté l'Open d'Australie et Wimbledon, il réalise alors son premier petit chelem. Cette victoire est la première d'une série inédite dans l'ère Open de cinq titres consécutifs à New York. En 2005, il bat le vétéran Agassi âgé de 35 ans. En 2006, c'est Roddick qui doit céder et laisser Federer réaliser son deuxième petit chelem après celui de 2004. En 2007, Federer gagne à nouveau l'Open d'Australie et Wimbledon avant de s'imposer pour une quatrième fois consécutive à l'US Open en battant le jeune Serbe Novak Djokovic. Si l'année 2008 est marquée par la prise de pouvoir de Rafael Nadal, Roger Federer parvient tout de même à remporter pour une cinquième fois consécutive l'US Open face à Andy Murray après avoir bataillé lors d'un match en cinq manches contre Igor Andreev en huitième de finale. Il égale alors Jimmy Connors et Pete Sampras au nombre d'US Open remporté dans l'ère Open. Toutefois, il échoue à faire mieux en 2009, battu en finale par Juan Martín del Potro après être passé à deux points du match dans la quatrième manche (3-6, 7-6(5), 4-6, 7-6(4), 6-2). En 2010, l'Espagnol Rafael Nadal remporte pour la première fois l'US Open en battant Novak Djokovic en finale, qui avait éliminé au tour précédent Federer après avoir sauvé deux balles de match. Grâce à ce succès, Rafael Nadal devient l'un des rares joueurs de l'histoire à avoir remporté les quatre titres du grand chelem. L'édition 2011 est un remake de l'édition précédente. En effet, de nouveau Djokovic s'impose en demi-finale face à Federer après avoir sauvé deux balles de match mais parvient cette fois-ci à remporter le titre contre Rafael Nadal lors d'une finale d'une rare intensité. Il boucle alors son petit chelem après avoir remporté l'Open d'Australie et le tournoi de Wimbledon. En 2012, le Britannique Andy Murray parvient enfin à remporter son premier titre du grand chelem après quatre finales perdues. Il bat Djokovic lors d'une finale de près de cinq heures (7-6, 7-5, 2-6, 4-6, 6-2). Lors de l'US Open de tennis 2013, Rafael Nadal remporte une deuxième fois le tournoi en battant Novak Djokovic et devient le troisième joueur avec Rafter et Roddick à réaliser le triplé Masters du Canada, Masters du Cincinnati et US Open. L'édition 2014 a été marquée par l'absence du tenant du titre pour blessure et par des surprises, avec les éliminations de Roger Federer et de Novak Djokovic en demi-finales, respectivement battus par Marin Čilić et Kei Nishikori qui jouent chacun leur première finale en grand chelem. C'est finalement le premier qui s'impose.

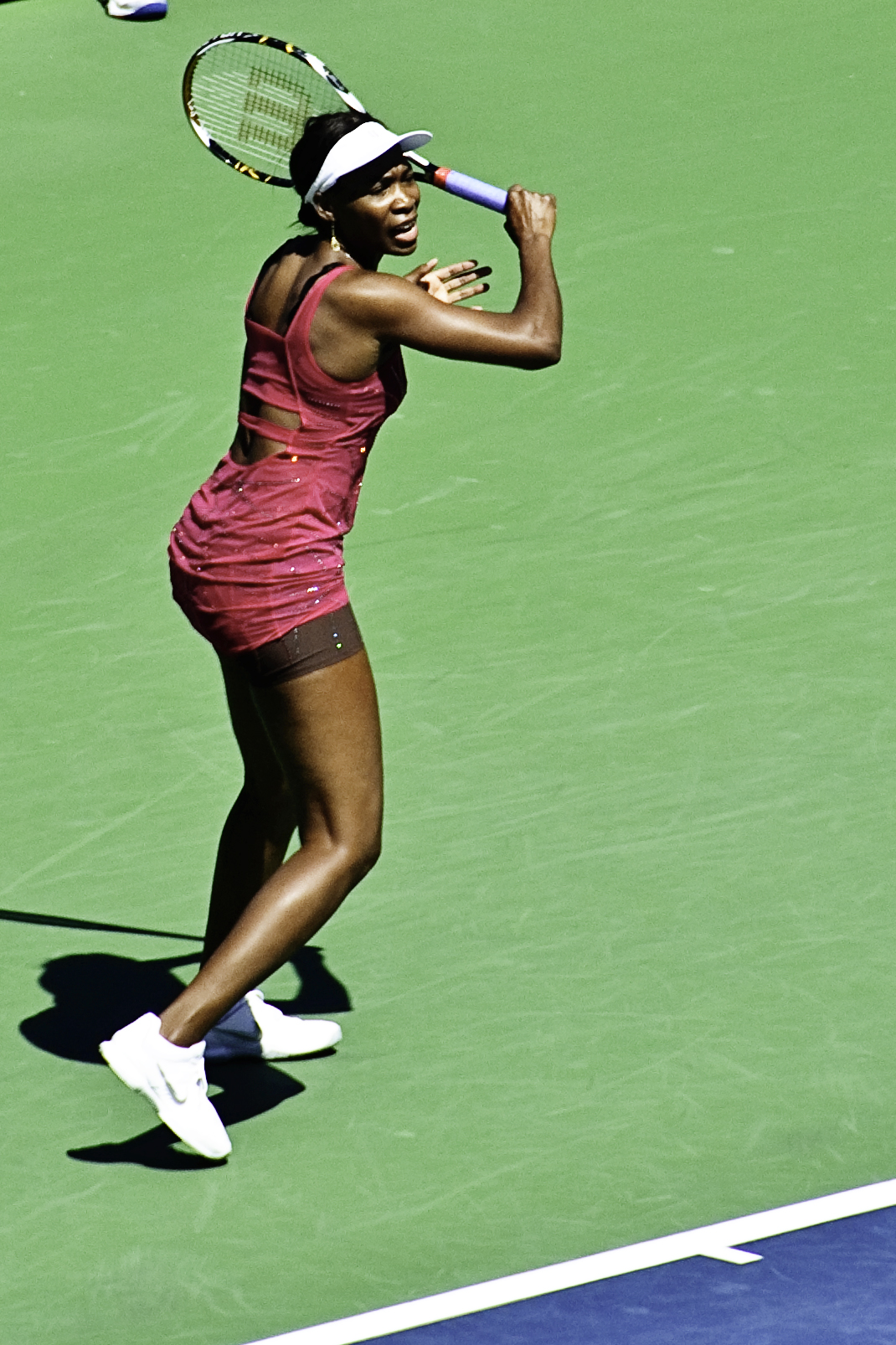
Venus Williams à l'US Open 2010.

Chez les femmes, la fin du XXe siècle est marquée par l'émergence de deux jeunes sœurs américains, les sœurs Venus et Serena Williams qui imposent rapidement leur domination sur le tennis mondial. Ainsi en 1999, Serena Williams remporte son premier titre du Grand Chelem contre Martina Hingis alors qu'elle s'apprête à fêter ses 18 ans quelques jours plus tard. L'année suivante, c'est sa sœur qui l'emporte après avoir vaincu dans la douleur Martina Hingis en demi-finale puis Lindsay Davenport en finale qu'elle avait déjà battu à Wimbledon. L'édition 2001 est l'occasion du premier duel fratricide de l'ère Open en finale d'un tournoi du Grand Chelem car les deux sœurs s'opposent pour le titre. C'est l'aînée, Venus Williams, qui l'emporte sur le score de 6-2, 6-4. Cependant, dès l'année suivante, Serena Williams commence à prendre l'ascendant sur sa sœur alors même qu'elle impose sa domination au circuit féminin. En effet, près de trois ans après son premier titre du Grand Chelem, elle retrouve le chemin de la victoire en battant sa sœur aux Internationaux de France puis à Wimbledon et finalement, à l'US Open où elle prend sa revanche. Toutefois, ayant déclaré forfait pour l'open d'Australie au début de l'année, elle ne réalise pas le Grand Chelem bien qu'elle remporte l'édition australienne de 2003. Cette hégémonie américaine est remise en cause lors de l'édition 2003 par l'émergence de deux joueuses belges, Kim Clijsters et Justine Henin qui s'affrontent en finale à Roland-Garros puis à l'US Open. C'est la Wallonne Justine Hénin qui s'impose lors de ces deux matchs alors que les sœurs Williams sont contraintes de déclarer forfait pour l'US Open. En 2004, ce sont deux joueuses russes qui s'affrontent en finale, confirmant la montée en puissance de cette nation dans le tennis féminin (Anastasia Myskina a remporté Roland-Garros et la jeune Maria Sharapova a remporté Wimbledon). C'est Svetlana Kuznetsova qui en sort vainqueur contre Elena Dementieva, qui perd sa deuxième finale en Grand Chelem de l'année après Roland-Garros. En 2005, pour la première fois depuis 1999, ce sont deux joueuses de nationalités différentes qui s'affrontent puisque c'est la Belge Kim Clijsters qui l'emporte contre la Française Mary Pierce. Ce titre sonne comme une délivrance pour la Belge qui avait perdu ses quatre premières finales en Grand Chelem. En 2006, c'est la Russe Maria Sharapova qui remporte son deuxième titre du Grand Chelem face à Justine Hénin (6-4, 6-4) qui a disputé les finales des quatre tournois du Grand Chelem de l'année pour un seul succès à Roland-Garros. La Belge parvient finalement à remporter son deuxième titre américain l'année suivante en s'imposant face à Svetlana Kuznetsova sur le score de 6-1, 6-3. Si chez les hommes, Roger Federer enchaîne les titres lors d'une série inédite de cinq sacres consécutifs à Flushing Meadows, aucune joueuse n'a réussi à conserver son titre depuis Venus Williams en 2001. En 2008, c'est Serena Williams qui fait son retour après de long mois perturbés par les blessures. Après avoir perdu contre sa sœur en finale de Wimbledon, elle l'affronte en quart-de-finale à l'US Open lors d'un match très serré qu'elle remporte 7-6 (8-6), 7-6 (9-7) alors que Venus a eu des balles de set dans les deux manches. Elle remporte finalement son troisième titre américain face à la Serbe Jelena Janković. L'édition 2009 est le théâtre d'un titre improbable. En effet, c'est la Belge Kim Clijsters qui s'impose après trois ans d'arrêt marqués notamment par une grossesse. Finalement, elle parvient à participer à l'US Open grâce à l'organisation d'un tournoi qui lui fournit une wildcard. Au cours du tournoi, elle réussit l'exploit de battre consécutivement Venus Williams et Serena Williams. Le match contre cette dernière est marquée par un dénouement rarissime. En effet, l'Américaine commet une double-faute du fait d'une faute de pied et se retrouve confronter à une balle de match. Elle s'énerve alors contre le corps arbitral et reçoit un point de pénalité, ce qui met de facto un terme au match. En finale, Clijsters s'impose contre Caroline Wozniacki. C'est la première fois depuis le titre à Wimbledon en 1980 d'Evonne Goolagong qu'une mère remporte un titre du Grand Chelem et la seule fois dans l'histoire qu'une joueuse ayant bénéficié d'une invitation parvient à gagner un Grand Chelem (chez les hommes, la performance a été réalisée à Wimbledon en 2001 par Goran Ivanišević). La Belge réussit à conserver son titre l'année suivante en battant la Russe Vera Zvonareva. En 2011, c'est l'Australienne Samantha Stosur qui s'impose face à Serena Williams et devient la première australienne depuis Evonne Goolagong à remporter un Grand Chelem. En 2012, Serena Williams gagne son quatrième titre à l'US Open face à Victoria Azarenka alors que celle-ci a servi pour le match dans le troisième set finalement remporté par l'Américaine sur le score de 7-5. En 2013 et 2014, c'est de nouveau l'Américaine qui s'impose, en ne perdant aucun set lors de l'édition 2014.
Le tournoi s'y dispute sur gazon jusqu'en 1974, puis sur terre battue verte entre 1975 et 1977, puis sur Decoturf et depuis 2020 sur Laykold.

## Primes et points
Selon leurs résultats dans les différentes épreuves, les participants au tournoi remportent des primes (prize money) d'importances diverses ainsi qu'un certain nombre de points dans les différents classements existants (classement de simple messieurs, de simple dames, de double messieurs et de double dames). En 1973, l'US Open est le premier tournoi du Grand Chelem à instaurer la parité dans les récompenses (Wimbledon et Roland-Garros n'instaurent la parité qu'en 2007). La dotation totale pour l'édition 2012 est de 25,5 millions de dollars, soit une augmentation de deux millions de dollars par rapport à l'édition 2011. En ce qui concerne l'édition 2015, la dotation augmente de quatre millions de dollars pour atteindre la somme de 29,5 millions de dollars.
Les chiffres ci-dessous concernent l'édition 2015 du tournoi.
|                       | Simple messieurs (ATP) | Double messieurs (ATP) | Simple dames (WTA) | Double dames (WTA) |
| Vainqueur             | 2 000                  | 2 000                  | 2 000              | 2 000              |
| Finaliste             | 1 200                  | 1 200                  | 1 300              | 1 300              |
| Demi-finaliste        | 720                    | 720                    | 780                | 780                |
| Quart de finaliste    | 360                    | 360                    | 430                | 430                |
| Huitième de finaliste | 180                    | 180                    | 240                | 240                |
| Troisième tour        | 90                     | -                      | 130                | -                  |
| Deuxième tour         | 45                     | 90                     | 70                 | 130                |
| Premier tour          | 10                     | 0                      | 10                 | 10                 |

|                       | Simple messieurs      | Double messieurs  | Simple dames          | Double dames      | Double mixte      |
| Vainqueur             | 3 600 000 (3 300 000) | 750 000 (570 000) | 3 600 000 (3 300 000) | 750 000 (570 000) | 200 000 (150 000) |
| Finaliste             | 1 800 000 (1 600 000) | 375 000 (275 000) | 1 800 000 (1 600 000) | 375 000 (275 000) | 100 000 (70 000)  |
| Demi-finaliste        | 1 000 000 (805 000)   | 190 000 (133 150) | 1 000 000 (805 000)   | 190 000 (133 150) | 50 000 (30 000)   |
| Quart de finaliste    | 530 000 (410 975)     | 110 000 (67 675)  | 530 000 (410 975)     | 110 000 (67 675)  | 27 500 (15 000)   |
| Huitième de finaliste | 325 000 (213 575)     | 63 000 (35 025)   | 325 000 (213 575)     | 63 000 (35 025)   | -                 |
| Troisième tour        | 215 000 (120 200)     | -                 | 215 000 (120 200)     | -                 | -                 |
| Deuxième tour         | 140 000 (68 600)      | 40 000 (21 700)   | 140 000 (68 600)      | 40 000 (21 700)   | 16 500 (10 000)   |
| Premier tour          | 100 000 (39 500)      | 25 000 (14 200)   | 100 000 (39 500)      | 25 000 (14 200)   | 10 000 (5 000)    |

| Tour           | Prime    | Points messieurs | Points dames |
| -------------- | -------- | ---------------- | ------------ |
| Qualifié(e)    | -        | 25               | 40           |
| Troisième tour | 15 000 $ | 16               | 30           |
| Deuxième tour  | 10 000 $ | 8                | 20           |
| Premier tour   | 5 000 $  | 0                | 2            |

## Organisation
L'US Open dure quatorze jours (quinze à partir de 2013) entre la fin août et le début du mois de septembre et organise cinq compétitions principales (simple messieurs, simple dames, double messieurs, double dames et double mixte) qui s'étalent sur ces deux semaines ainsi que plusieurs autres compétitions lors de la deuxième semaine. C'est le dernier tournoi du Grand Chelem de l'année et il est le point culminant de la saison nord-américaine estivale comprenant notamment les Masters du Canada et de Cincinnati en août, qui servent à préparer l'US Open. L'une des particularités majeures distinguant l'organisation de l'US Open des autres tournois du grand chelem est le Super Saturday existant depuis 1984. Ce dernier désigne le dernier samedi du tournoi lors duquel sont joués les demi-finales messieurs et la finale dame alors que dans les autres tournois du grand chelem, les demi-finales messieurs sont joués le vendredi pour laisser aux joueurs une journée de récupération avant la finale messieurs le dimanche. En outre, les demi-finales dames sont jouées en jeudi et non le vendredi comme lors de l'US Open. Cette particularité américaine s'explique par la possibilité, en jouant trois matchs majeurs le samedi, de permettre aux diffuseurs télévisés de faire des audiences particulièrement importantes. Toutefois, le Super Saturday est vivement critiqué par les joueurs, le finaliste s'étant qualifié lors de la dernière demi-finale ayant un désavantage par rapport au premier qualifié en ce qui concerne la récupération. De plus, les nombreux retards dans la programmation ont souvent perturbé la fin du tournoi, obligeant les organisateurs à programmer la finale messieurs le lundi (entre 2007 et 2012, la finale a systématiquement lieu le lundi). Finalement, l'US Open abandonne le Super Saturday à partir de l'édition 2013. Le nouveau programme consiste en le maintien des demi-finales dames le vendredi et des demi-finales hommes le samedi mais la finale dames sera désormais jouée le dimanche et la finale hommes sera jouée le lundi. Cette décision a été prise malgré l'opposition de l'ATP et des joueurs de prolonger le tournoi un jour supplémentaire.
L'US Open est le premier tournoi du Grand Chelem à avoir mis en place des sessions de nuit (night sessions) dès 1975.

### Format des différentes compétitions

#### Compétitions principales

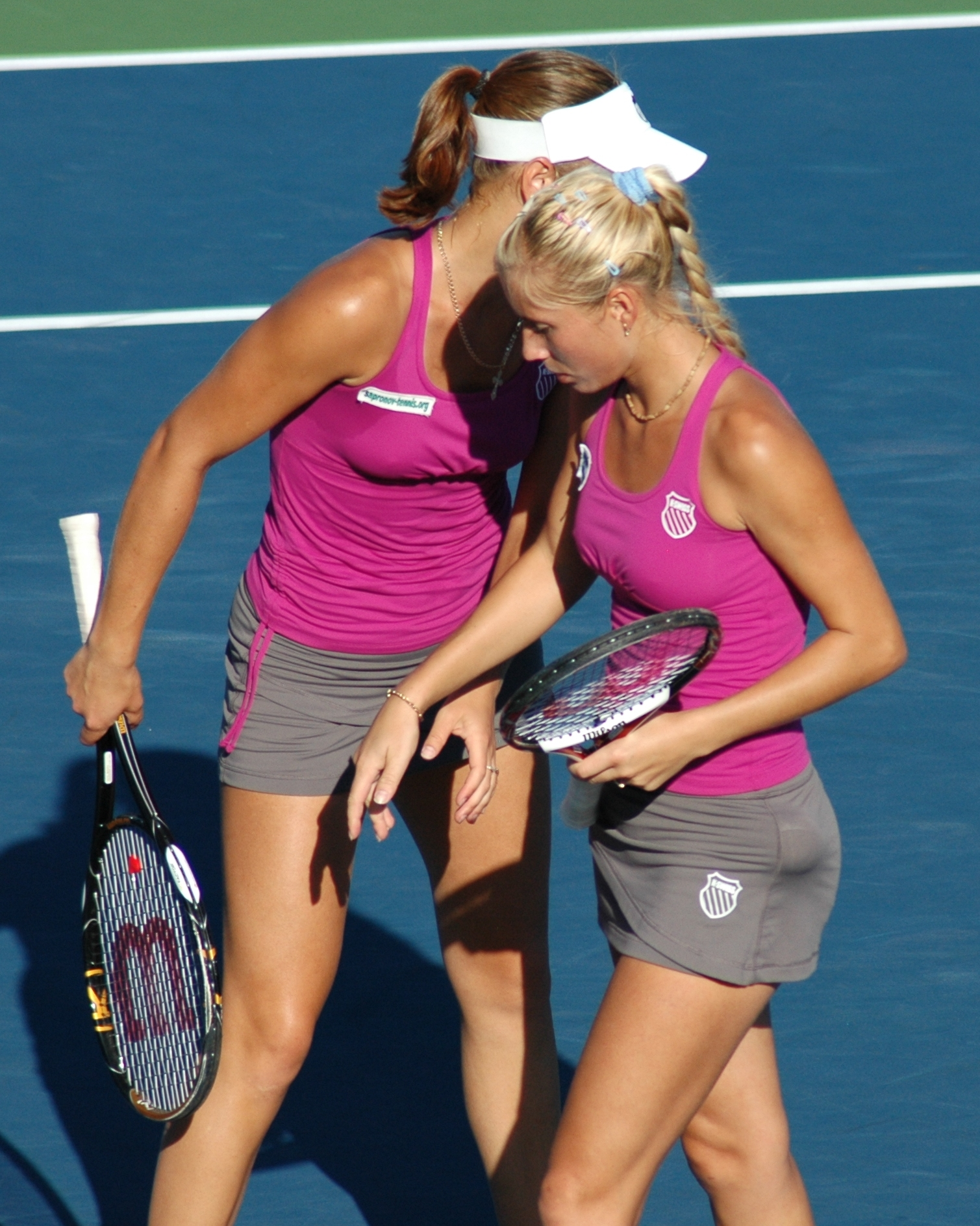
Les sœurs Alona et Kateryna Bondarenko participant au tournoi de double dames en 2008.

Les cinq compétitions principales du tournoi (simple messieurs, simple dames, double messieurs, double dames et double mixte) ont des formats différents. Les deux tournois de simple opposent 128 joueurs sur sept tours, les deux tournois de double opposent 64 équipes (soient 128 joueurs) sur six tours et le tournoi de double mixte oppose 32 équipes (soient 64 joueurs) sur cinq tours. Depuis l'ère Open les matchs de double messieurs se sont tous joués en trois sets gagnants pour les années 1969 à 1972 ; à partir des 1/8 en 1981 (mais il y a eu un forfait en finale) ; à partir des 1/4 de 1982 à 1992 et en 1974 ; à partir des 1/2 en 1968 et 1973 ; uniquement pour la finale en 1980 ; tous les matchs en deux sets gagnant de 1975 à 1979 et depuis 1993. Il y a eu des exemptions de premier tour dans le tableau de double de 1968 (18) l'équipe vainqueur était exempte, 1970 (3), 1973 (2), 1974 (13) l'équipe vainqueur était exempte, 1975 (1) ; en 1968 et 1974 les équipes vainqueurs n'ont donc joué que cinq matchs.
Parmi tous ces joueurs ou équipes, certains entrent directement dans le tableau principal grâce à leurs classements dans les différentes disciplines tandis que d'autres rentrent grâce à des invitations ou un tournoi de qualification. Les invitations sont délivrées à la discrétion de l'USTA, principalement à des joueurs américains dont le classement n'est pas suffisant pour leur permettre d'intégrer le grand tableau. Pour les compétitions de simples, des accords avec Tennis Australia et avec la fédération française de tennis permettent à ces deux fédérations de jouir d'une invitation qu'elles donnent à l'un de leurs joueurs. Les invitations sont réparties ainsi : huit pour le simple messieurs, sept pour le simple dames, sept pour le double messieurs, sept pour le double dames et huit pour le double mixte.
Parmi les joueurs ou équipes entrant directement dans le tableau principal, les mieux classés bénéficient du statut de tête de série (trente-deux dans les tournois de simple et seize dans les tournois de double dames et de double messieurs et huit dans le tournoi de double mixte). Les têtes de série ont été introduites en 1927.
En ce qui concerne les matchs, ils se jouent au meilleur des cinq manches en simple messieurs et au meilleur des trois manches dans les quatre autres compétitions (jusqu'en 1992, le tournoi de double messieurs se jouait au meilleur des cinq manches). De 1975 à 1978, les trois premiers tours du simple messieurs se jouent au meilleur des trois manches. À la différence des trois autres tournois du grand chelem, l'US Open est le seul où un jeu décisif est susceptible d'être joué dans la manche décisive en cas d'égalité à six jeux partout. En double mixte, la troisième manche est remplacée par un super tie break depuis 2001.

#### Tournois de qualification
Les tournois de qualification opposent les joueurs dont le classement ne leur permet pas d'intégrer directement le tableau principal. Ils se déroulent au sein de l'USTA National Tennis Center la semaine précédant le début du tournoi. En simple messieurs, il oppose 128 joueurs répartis dans seize groupes. Parmi ces 128 joueurs, neuf sont invités et les 32 meilleurs sont têtes de série. Chaque groupe compte huit joueurs dont deux têtes de série. Ces huit joueurs s'opposent lors d'un tournoi à élimination directe en trois tours. Les matchs se déroulent au meilleur des trois manches avec jeu décisif dans toutes les manches. Les règles s’appliquent également au tableau féminin avec 128 joueuses contre 104 auparavant.(Le tournoi de qualification du simple dames oppose 104 joueuses réparties dans treize groupes. Parmi ces 104 joueuses, huit sont invitées et les 24 meilleures sont têtes de série. Chaque groupe compte huit joueuses dont deux têtes de série. Elles s'opposent lors d'un tournoi à élimination directe en trois tours. Les matchs se déroulent au meilleur des trois manches avec jeu décisif dans toutes les manches.)
En plus de ces tournois de qualification s'ajoutent les US Open National Playoffs ouverts aux joueurs et aux joueuses américains âgés de quatorze ans et plus et permet d'obtenir une invitation pour les tableaux principaux des simples messieurs et dames ainsi que du double mixte. La sélection commence au printemps avec la tenue de treize tournois préliminaires aux États-Unis et les meilleurs sont sélectionnés pour participer aux US Open National Playoffs en tant que tels. Ceux-ci se déroulent la semaine précédant le début de l'US Open. Les vainqueurs des tournois de simple messieurs et de simple dames reçoivent une Wild Card pour participer aux tournois de qualification tandis que l'équipe vainqueur du double mixte reçoit une Wild Card pour la compétition de double mixte de l'US Open,.

#### Autres compétitions
En plus des cinq compétitions principales décrites ci-dessus, plusieurs autres compétitions sont organisées lors de la deuxième semaine du tournoi. Parmi celles-ci figurent le tournoi junior (simple garçons, simple filles, double garçons, double filles) ouvert aux joueurs âgés de 12 à 17 ans au 1er janvier. L'US Open de tennis figure parmi les grands rendez-vous du calendrier junior aux côtés des trois autres tournois du grand chelem.
L'US Open de tennis est le dernier Grand Chelem à introduire une compétition junior avec la création du tournoi de simple garçons en 1973 suivie l'année suivante du simple filles. Les deux compétitions de double apparaissent en 1982. Les tournois de simple réunissent 64 joueurs chacun dont 16 têtes de série dans un tableau à élimination directe en six tours. Parmi ces 64 joueurs, huit bénéficient d'invitations et huit sont issus des qualifications. Les matchs se jouent au meilleur des trois manches avec jeu décisif dans toutes les manches. Les tournois de double opposent 32 équipes dont huit têtes de série dans un tableau à élimination directe en cinq tours. Parmi les 32 équipes, cinq sont invitées par l'organisation du tournoi. Les matchs se jouent au meilleur des trois manches avec jeu décisif dans les deux premières manches. La troisième manche est jouée sous la forme d'un super tie break. Parmi les vainqueurs du tournoi junior de l'US Open, on peut citer Andy Roddick, Andy Murray, Jennifer Capriati ou encore Lindsay Davenport. Le tableau ci-dessous détaille les points remportés aux différents stades de la compétition junior :
|                                   | Simple garçons | Double garçons | Simple filles | Double filles |
| Vainqueur                         | 250            | 180            | 250           | 180           |
| Finaliste                         | 180            | 120            | 180           | 120           |
| Demi-finaliste                    | 120            | 80             | 120           | 80            |
| Quart de finaliste                | 80             | 50             | 80            | 50            |
| Troisième tour                    | 50             | 30             | 50            | 30            |
| Deuxième tour                     | 30             | -              | 30            | -             |
| Qualifiés perdant au premier tour | 25             | -              | 25            | -             |
| Dernier tour des qualifications   | 20             | -              | 20            | -             |

L'US Open organise aussi six tournois de tennis handisport (simple messieurs, simple dames, double messieurs, double dames, simple quads et double quads). Les tournois de simple messieurs et de simple dames opposent huit joueurs dont les sept premiers mondiaux et un invité. Les tournois de double messieurs et de double dames opposent quatre équipes (soit huit joueurs). Enfin, le tournoi de simple quads oppose quatre joueurs dans une phase de poule dont les deux meilleurs se rencontrent en finale et le tournoi de double quads n'oppose que deux équipes. En 2012, en raison des jeux paralympiques de Londres joués au même moment que l'US Open, la compétition handisport n'est pas organisée.
Depuis, plusieurs compétitions vétérans sont organisées réunissant d'anciennes gloires du tennis mondial ayant souvent remporté des titres du grand chelem en simple ou en double. Trois compétitions de double masculines sont organisées : la première regroupe les joueurs de plus de 35 ans (Men's 35 Doubles Masters Championships depuis 1985), la deuxième oppose les joueurs de plus de 45 ans (Men's 45 Doubles Masters Championships depuis 1994) et la troisième est appelée « Super Senior Doubles Championships » et est organisée depuis 1999, réunissant les compétiteurs les plus âgés. Une compétition mixte équivalente est organisée depuis 1991 (Mixed Doubles Masters Championships).

### Arbitres et ramasseurs de balles
L'US Open de tennis a connu une controverse lors de l'édition 2011 car il est accusé de ne pas rémunérer suffisamment les arbitres malgré une dotation financière en hausse régulière. Ainsi, sur les vingt-six arbitres badges d'or (c'est-à-dire les arbitres officiant lors des tournois et des matchs les plus importants sur le circuit), seuls quatorze participent à l'US Open 2011 contre vingt-quatre lors du Tournoi de Wimbledon par exemple. Les absents justifient leur geste comme une protestation contre l'absence de revalorisations de leur salaire. En effet, les arbitres reçoivent 250 dollars pour chaque jour où ils officient. Par comparaison, les arbitres reçoivent 383 dollars à l'Open d'Australie (une somme qui peut augmenter s'ils officient durant plus de dix heures) et 306 dollars à Wimbledon. En outre, l'US Open est aussi le tournoi à offrir les avantages financiers (logement, participation dans le paiement des coûts du voyage, etc.) les moins élevés.
Les ramasseurs de balles sont chargés de ramasser les balles lors des matchs et de les donner au joueur qui est train de servir. En outre, ils servent à diverses tâches comme donner aux joueurs leur serviette ou encore tenir un parasol au-dessus d'eux lors des pauses au changement de côté. Ils sont âgés au minimum de quatorze ans et ont seize ans en moyenne. Ils sont sélectionnés lors du mois de juin et sont au nombre de 80 à intervenir sur les divers courts utilisés pour les matchs, alternant deux heures sur les courts et deux heures de repos. Contrairement aux autres tournois du Grand Chelem où les ramasseurs de balles sont bénévoles, ceux de l'US Open sont payés.

## Courts et surface

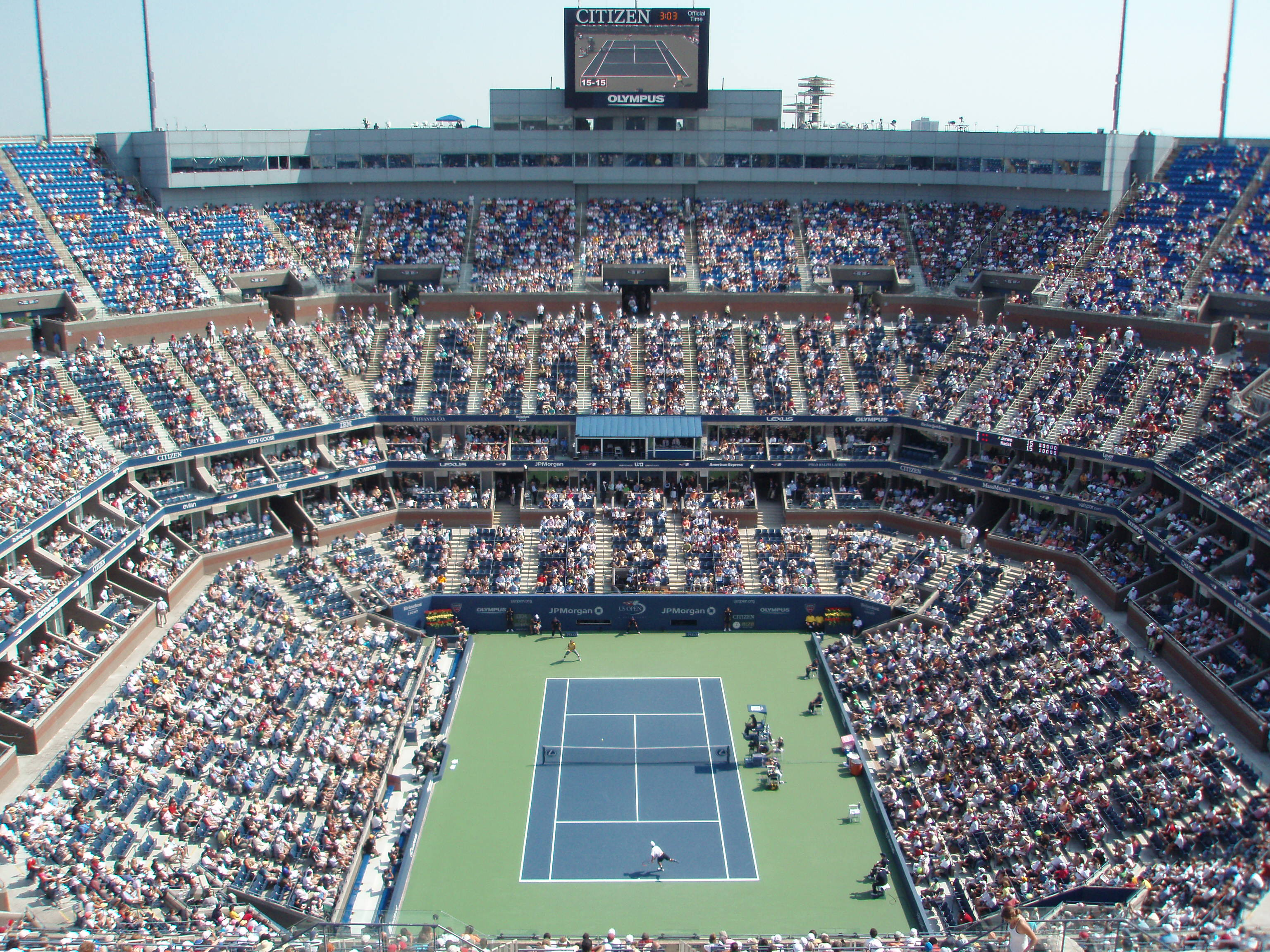
Le court Arthur Ashe, plus grand stade de tennis au monde.

### Courts

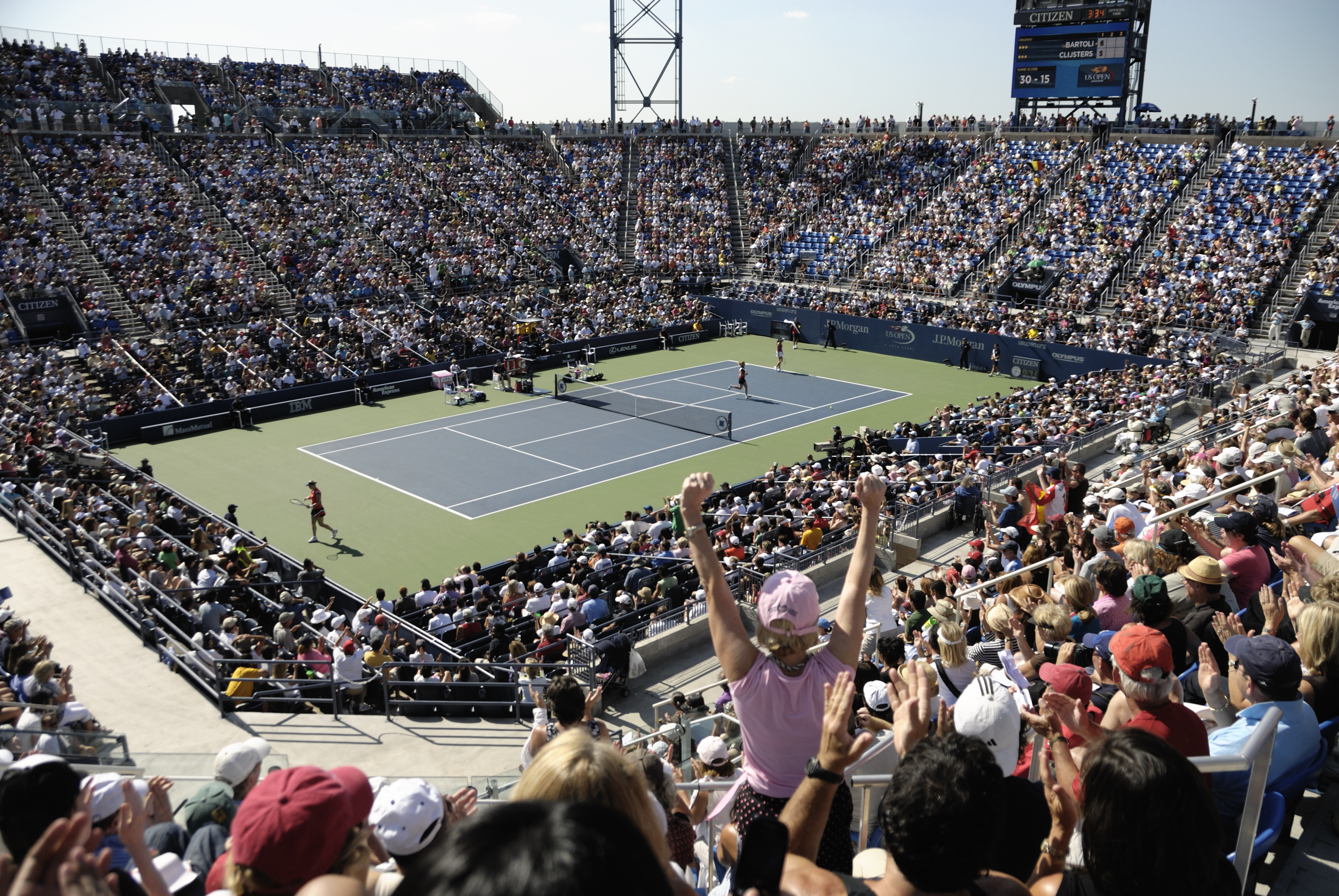
Le court Louis Armstrong.

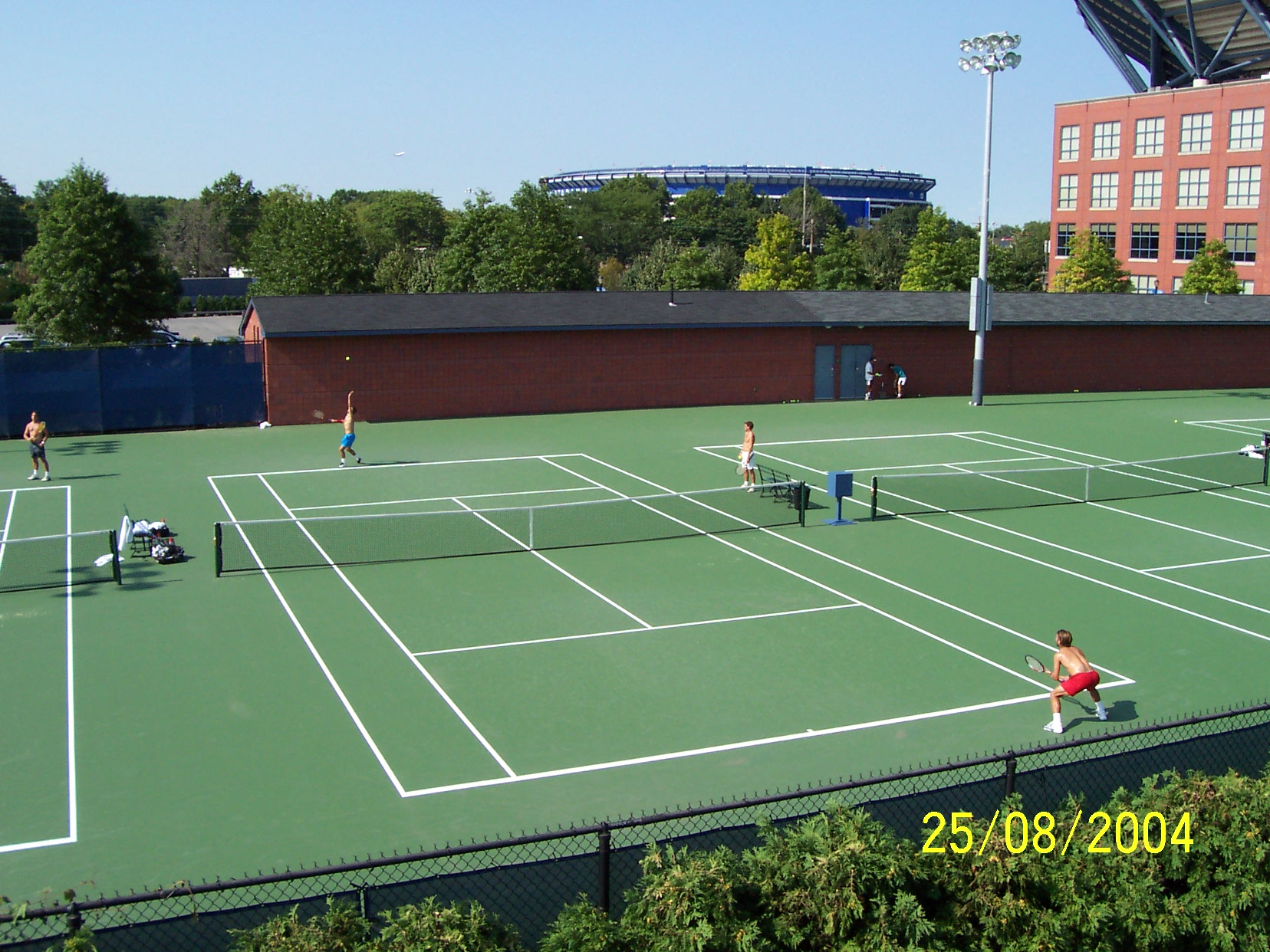
Des courts utilisés pour l'entraînement. La photo datant de 2004, les courts sont encore intégralement de couleur verte.

L'US Open de tennis se joue depuis 1978 au sein de l'USTA Billie Jean King National Tennis Center situé dans le borough du Queens, dans le parc de Flushing Meadows. Avant, il se jouait au sein du West Side Tennis Club dans le quartier de Forest Hills de 1915 à 1920 puis de 1924 à 1977. Parmi le complexe tennistique se trouve le Court central d'une capacité de 14 000 places surnommé le « Fer à cheval » en raison de sa configuration particulière. En effet, seuls trois côtés du stade sont couverts par les tribunes. Le site de Forest Hills est finalement abandonné par manque de place. Le National Tennis Center comprend vingt-deux courts servant pour les matchs et l'entraînement des joueurs. Ces différents courts peuvent être divisés en trois catégories : les Show Courts désignant les terrains les plus importants au nombre de quatre (le court Arthur-Ashe, le Louis Armstrong Stadium, le Grandstand et le Court numéro 17), treize autres courts servant à accueillir des matchs moins importants et cinq terrains utilisés uniquement pour l'entraînement. Parmi ces 22 courts figure le Arthur Ashe Stadium qui est le principal court et le plus grand terrain de tennis au monde puisqu'il peut accueillir 22 547 personnes. Le stade a été construit en 1997 et remplace le court Louis Armstrong qui était jusque-là le principal stade de l'US Open. Construit en 1964, il pouvait contenir jusqu'à 18 000 spectateurs. Toutefois, du fait de la construction du court Arthur Ashe, sa capacité a été réduite à 10 000 places. Enfin, le Grandstand peut accueillir 6 000 spectateurs. Le court numéro 17 est ouvert en 2011 avec 2 500 places, une capacité finalement étendue à 3 000 places. Ce nouveau court a pour particularité d'être en partie sous le niveau du sol. Depuis 2012, les treize courts secondaires (outer courts) peuvent accueillir au minimum 340 personnes chacun. Au total, le complexe de l'US Open peut accueillir 40 000 spectateurs. Le record d'affluence pour une journée est établie le premier vendredi de l'édition 2012 avec 62 362 personnes (37 688 pour la session de jour et 24 674 pour la session de nuit).
L'ensemble des courts sur lesquels des matchs se jouent comprennent un système d'éclairage qui permet la tenue de sessions de nuit (night sessions). Avant 2005, les terrains de l'US Open sont intégralement de couleur verte mais pour une meilleure qualité télévisuelle, l'intérieur des courts est depuis 2005 de couleur bleue tandis que l'extérieur des courts reste en vert. En 2006, l'US Open de tennis devient le premier tournoi du Grand Chelem à installer le système vidéo dit Hawk-Eye permettant de déterminer si une balle est ou non à l'intérieur des limites du court.
Du fait des retards fréquents dans la programmation des matchs à cause de la pluie, le projet d'un toit sur le court Arthur Ashe a régulièrement été mis en avant. Toutefois, en raison de la taille de ce court et des coûts engendrés (autour de 150 millions d'euros selon des estimations,) par la construction d'un toit, ce projet a longtemps été repoussé malgré les vives critiques des médias et des joueurs. Finalement, à l'été 2013, l'US Open de tennis dévoile un projet de construction d'un toit au-dessus du stade Arthur Ashe pour 2016 et un coût total de 550 millions de dollars. Ce projet s'ajoute à celui adopté en juin 2012 en raison de l'affluence croissante et qui prévoit la reconstruction du court Louis Armstrong pour lui donner une capacité de 15 000 places. De même, le Grandstand doit être détruit pour être remplacé par un court de 8 000 places. En outre, certains terrains verront leurs emplacements reconfigurés pour agrandir les allées au sein du complexe. Ces modifications interviennent en 2018.

### Surface

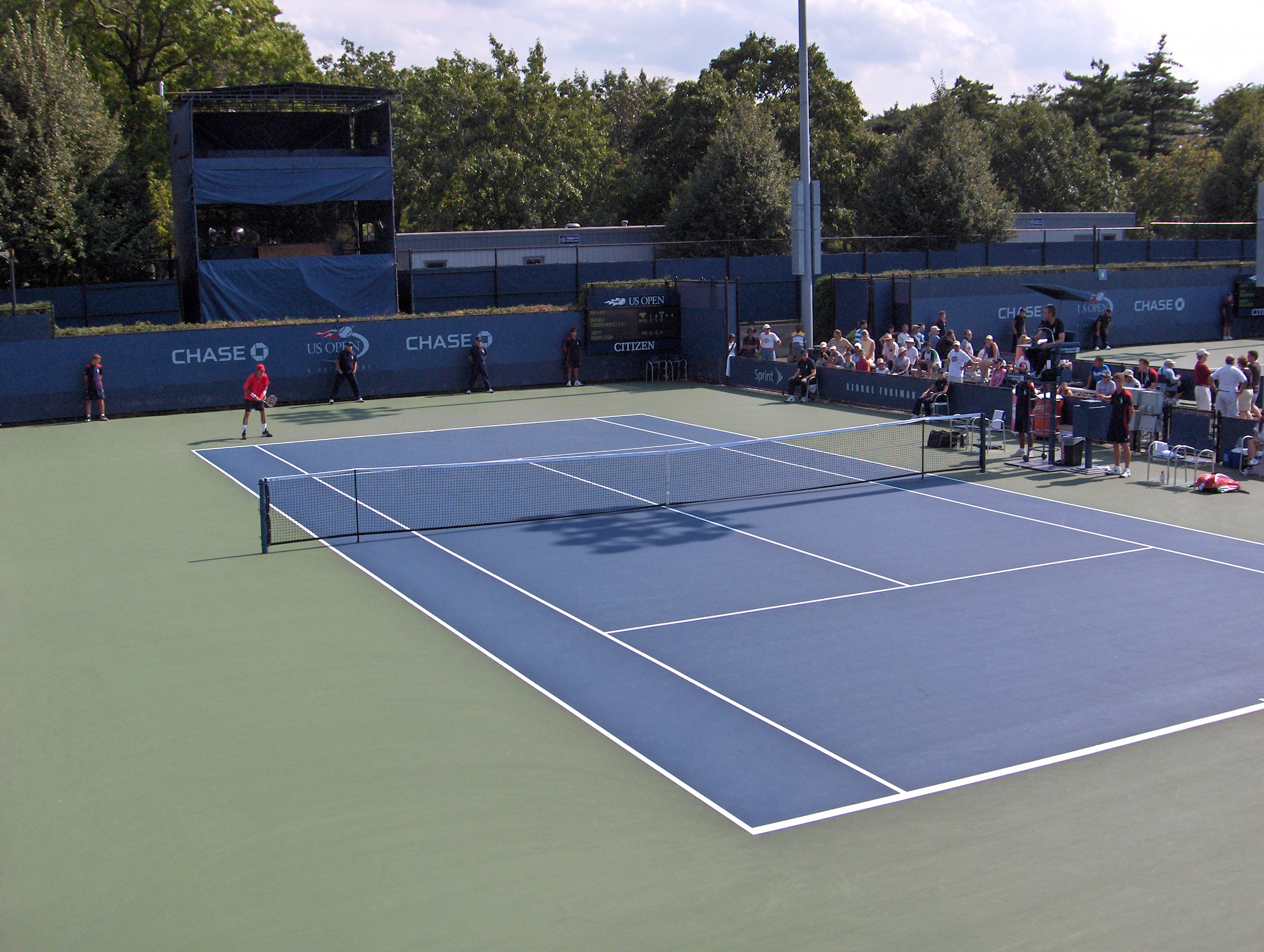
Court secondaire en Decoturf lors de l'US Open, en 2006.

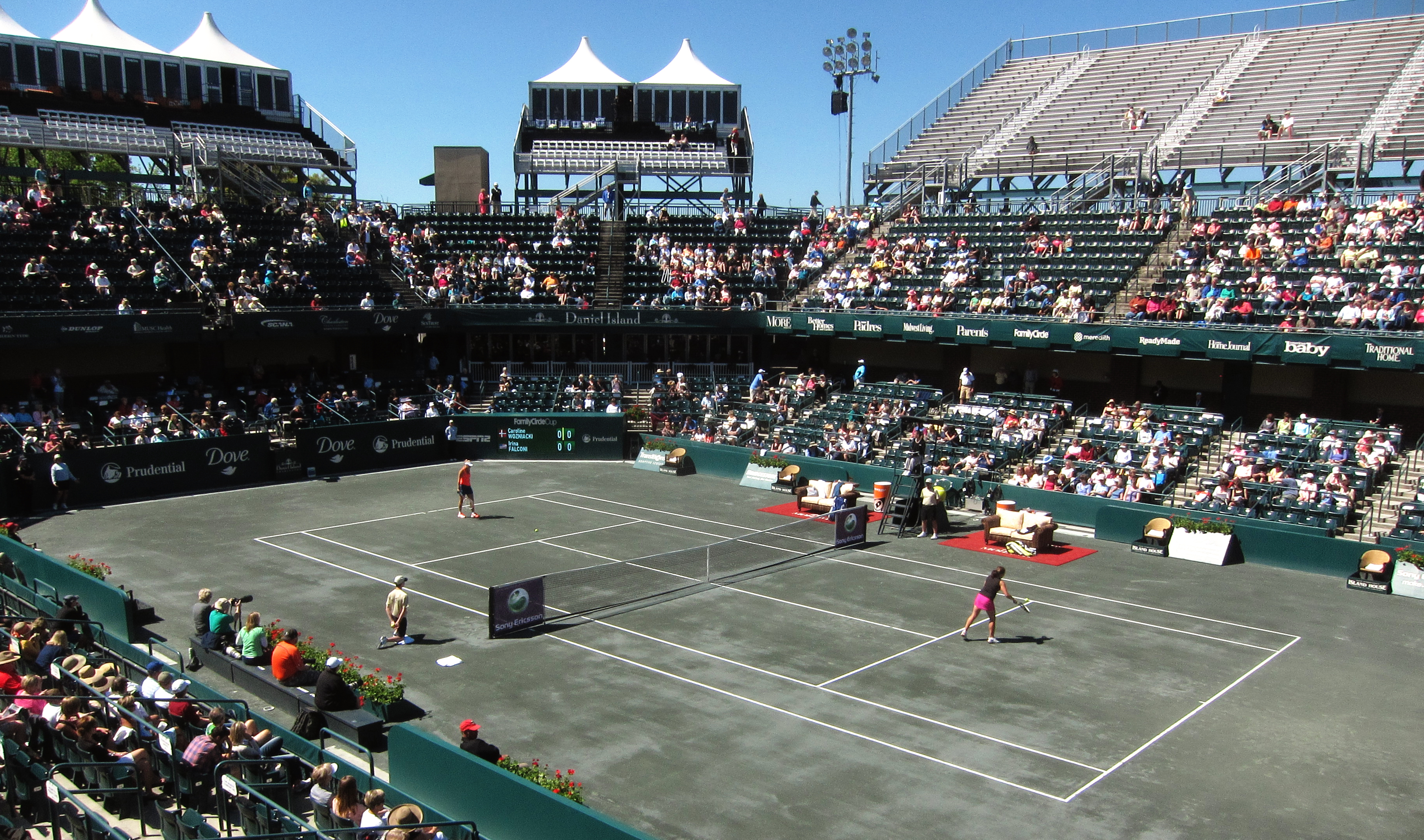
Le court central de la Family Circle Cup est en terre battue américaine, similaire à celle utilisée par l'US Open lors des éditions 1975, 1976 et 1977.

L'US Open est joué sur gazon de 1881 à 1974, la surface originelle du tennis caractérisée par sa rapidité et la faible hauteur des rebonds qui favorisent les joueurs offensifs, pratiquant notamment le service-volée. En 1975, les organisateurs abandonnent le gazon pour la terre battue américaine dite « Har-Tru » plus lente et censée être plus intéressante pour la télévision. En outre, les dernières éditions sur gazon sont marquées par la mauvaise qualité de la surface. L'organisation, qui craint un allongement de la durée des matchs, décide de les faire passer en deux sets gagnants jusqu'aux huitièmes de finale. Plus largement, la direction du tournoi d'alors, incarnée par Bill Talbert, se caractérise par un goût pour l'innovation, à rebours d'un tournoi plus conservateur comme Wimbledon.
Toutefois, malgré les succès de Connors et Evert (la meilleure joueuse de terre battue de l'époque), la terre battue est une surface qui n'est pas appréciée par les joueurs américains. De fait, alors que le tournoi déménage pour Flushing Meadows, il est décidé de faire jouer le tournoi sur une surface dure, le Decoturf II. L'US Open est le premier tournoi du Grand Chelem à adopter une telle surface avant que l'Open d'Australie n'abandonne le gazon en 1988 pour se jouer sur dur. Toutefois, le Decoturf se distingue de la surface dure australienne (d'abord en Rebound Ace, puis en Plexicushion à partir de 2008 et en GreenSet dès 2020) par sa rapidité plus grande. Durant plusieurs années, la vitesse du Decoturf était intermédiaire entre la grande rapidité du gazon et la lenteur de la terre battue. Depuis le changement de la composition du gazon de Wimbledon en 2000, l'US Open est généralement considéré comme le Grand Chelem le plus rapide. Du fait de ces conditions de jeu longtemps intermédiaires entre les deux extrêmes du circuit de tennis, l'US Open a permis à plusieurs styles de jeu de s'exprimer même si le jeu offensif y est plus pratiqué. Toutefois, depuis le déclin du service-volée à partir du début des années 2000, le jeu de fond du court s'est imposé à l'US Open. Celui-ci a aussi été favorisé par deux légers ralentissements de la surface en 2001 et 2003. En 2020, la Fédération de tennis américaine annonce le remplacement du Decoturf par le Laykold, un revêtement synthétique réputé moins rapide .

## Aspects économiques
L'US Open est l'un des évènements majeurs à se dérouler à New York. Chaque année, le tournoi génère une activité économique de 750 millions de dollars et fournit autour de 5 000 emplois saisonniers. En 2010, les bénéfices de l'US Open s'élèvent à 200 millions de dollars.

### Spectateurs et affluence
Chaque journée du tournoi est divisée en deux sessions (sauf la dernière journée) : une session de jour et une session de nuit. Un ticket ne permet d'assister qu'à une des deux sessions.
En 1968, date de l'ouverture aux professionnels, l'affluence est de 97 294 ; la barre des 100 000 personnes est dépassée l'année suivante. En 1975, l'affluence dépasse pour la première fois les 200 000 personnes pour atteindre 216 683 spectateurs. En 1976, ce sont 275 300 personnes qui assistent au tournoi, soit le record pour la période lors de laquelle l'US Open se joue à Forest Hills. En 1992, la barre des 500 000 personnes est atteinte avec un total de 520 868 spectateurs.
Le tableau ci-dessous présente l'affluence à l'US Open depuis l'an 2000. Le record d'affluence est atteint lors de l'édition 2009 avec 721 059 spectateurs.
| Année | Affluence |
| ----- | --------- |
| 2014  | 713 642   |
| 2013  | 713 026   |
| 2012  | 710 803   |
| 2011  | 658 664   |
| 2010  | 712 976   |
| 2009  | 721 059   |
| 2008  | 720 227   |
| 2007  | 715 587   |
| 2006  | 640 000   |
| 2005  | 659 538   |
| 2004  | 631 870   |
| 2003  | 615 456   |
| 2002  | 628 738   |
| 2001  | 639 343   |
| 2000  | 606 017   |

### Couverture télévisuelle
Aux États-Unis, c'est la chaîne CBS qui détient les droits de diffusion du tournoi qui est diffusé sur CBS, CBS Sports Network, ESPN2 et Tennis Channel. En 2008 et 2009, les finales masculines sont reportées au lundi à cause de la pluie et les scores d'audience réalisés sont parmi les plus faibles de l'histoire récente du tournoi avec des scores de 1,7 et 2,3 selon l'échelle de Nielsen. Selon cette même échelle, les meilleurs résultats depuis 1978 ont été réalisés lors des finales de 1980 et 1982 avec des scores de 11,0 et 9,9 (chez les femmes, le meilleur résultat est de 7,7 lors de la finale de l'édition 1981). Lors de l'édition 2012, la finale dame a attiré 17,7 millions de téléspectateurs, l'audience la plus haute depuis 2002 et la finale messieurs a été vue par 16,2 millions de téléspectateurs, le meilleur score depuis 2007. Le tournoi a été diffusé dans 180 pays. En France, c'est le groupe Eurosport qui détient les droits de diffusion et les chaînes Eurosport 1 et Eurosport 2 sont chargées de retransmettre l'ensemble du tournoi de simple messieurs et de simple dames.

## Sponsors
L'US Open a de nombreux partenaires commerciaux parmi lesquels IBM depuis vingt-deux ans, chargé de fournir les statistiques des divers matchs, Citizen qui est depuis 1992 le chronométreur officiel du tournoi ou encore Wilson qui est le fournisseur des balles de l'US Open depuis 1978. Les autres sponsors sont : JPMorgan Chase (depuis 2007), American Express, Évian, Ralph Lauren (désigné officiel du tournoi), Xerox, Mercedes-Benz, Heineken, The New York Times, Moët & Chandon, Panasonic, Westin et Grey Goose.

## Palmarès
En simple messieurs, l'US Open a possédé la particularité d'avoir eu un palmarès constitué en très grande majorité de joueurs ayant été numéro un mondial. Ainsi, entre 1973 (date de création du classement ATP) et 2008, parmi les seize joueurs qui ont remporté le tournoi, quatorze ont été numéros un mondiaux ; seuls Manuel Orantes et Guillermo Vilas n'ont été « que » numéros deux mondial.
- Simple dames
- Simple messieurs
- Double dames
- Double messieurs
- Double mixte

Représentation de la Coupe du simple dames.
Représentation de la Coupe du simple messieurs.

## Champions les plus titrés
- William Larned, Bill Tilden, Richard Sears : 7 titres
- Jimmy Connors, Roger Federer, Pete Sampras : 5

## Championnes les plus titrées
- Molla Bjurstedt Mallory : 8 titres
- Helen Wills : 7
- Chris Evert, Serena Williams : 6
- Margaret Smith Court, Steffi Graf : 5

## Nombre de titres par nation en simple messieurs
| Pays        | Titres | Premier | Dernier |
| États-Unis  | 66     | 1881    | 1955    |
| Australie   | 12     | 1951    | 1967    |
| Royaume-Uni | 4      | 1904    | 1936    |
| France      | 3      | 1926    | 1928    |
| Mexique     | 1      | 1963    | 1963    |
| Espagne     | 1      | 1965    | 1965    |

| Pays            | Titres | Premier | Dernier |
| États-Unis      | 19     | 1968    | 2003    |
| Australie       | 6      | 1969    | 2001    |
| Suisse          | 6      | 2004    | 2016    |
| Espagne         | 6      | 1975    | 2022    |
| Serbie          | 4      | 2011    | 2023    |
| Tchécoslovaquie | 3      | 1985    | 1987    |
| Suède           | 3      | 1988    | 1992    |
| Argentine       | 2      | 1977    | 2009    |
| Russie          | 2      | 2000    | 2021    |
| Roumanie        | 1      | 1972    | 1972    |
| Allemagne       | 1      | 1989    | 1989    |
| Royaume-Uni     | 1      | 2012    | 2012    |
| Croatie         | 1      | 2014    | 2014    |
| Autriche        | 1      | 2020    | 2020    |

## Nombre de titres par nation en simple dames
| Pays        | Titres | Premier | Dernier |
| États-Unis  | 67     | 1887    | 1967    |
| Norvège     | 4      | 1915    | 1918    |
| Brésil      | 4      | 1959    | 1966    |
| Royaume-Uni | 3      | 1891    | 1930    |
| Australie   | 2      | 1962    | 1965    |
| Chili       | 1      | 1937    | 1937    |

| Pays            | Titres | Premier | Dernier |
| États-Unis      | 26     | 1971    | 2023    |
| Allemagne       | 6      | 1988    | 2016    |
| Belgique        | 5      | 2003    | 2010    |
| Australie       | 4      | 1969    | 2011    |
| Suède           | 3      | 1988    | 1992    |
| Serbie          | 2      | 1991    | 1992    |
| Russie          | 2      | 2004    | 2006    |
| Japon           | 2      | 2018    | 2020    |
| Royaume-Uni     | 2      | 1968    | 2021    |
| Tchécoslovaquie | 1      | 1985    | 1985    |
| Argentine       | 1      | 1990    | 1990    |
| Espagne         | 1      | 1994    | 1994    |
| Suisse          | 1      | 1997    | 1997    |
| Italie          | 1      | 2015    | 2015    |
| Canada          | 1      | 2019    | 2019    |
| Pologne         | 1      | 2022    | 2022    |

## Records
| Record                                                                       | Période                                                      | Joueur(s)                                                         | Nombre                       | Années victorieuses |
| ---------------------------------------------------------------------------- | ------------------------------------------------------------ | ----------------------------------------------------------------- | ---------------------------- | --- |
| Messieurs depuis 1881                                                        |                                                              |                                                                   |                              | |
| Vainqueurs du plus grand nombre de titres en simple messieurs                | Avant 1968 :                                                 | Richard Sears William Larned Bill Tilden                          | 7                            | 1881-1887 1901, 1902, 1907-1911 1920-1925, 1929 |
| Vainqueurs du plus grand nombre de titres en simple messieurs                | Après 1968 :                                                 | Jimmy Connors Pete Sampras Roger Federer                          | 5                            | 1974, 1976, 1978, 1982, 1983 1990, 1993, 1995, 1996, 2002 2004-2008 |
| Vainqueurs du plus grand nombre de titres consécutifs en simple messieurs    | Avant 1968 :                                                 | Richard Sears                                                     | 7                            | 1881-1887 |
| Vainqueurs du plus grand nombre de titres consécutifs en simple messieurs    | Après 1968 :                                                 | Roger Federer                                                     | 5                            | 2004-2008 |
| Vainqueurs du plus grand nombre de titres en double messieurs                | Avant 1968:                                                  | Richard Sears Holcombe Ward                                       | 6                            | 1882-1887 1899-1901, 1904-1906 |
| Vainqueurs du plus grand nombre de titres en double messieurs                | Après 1968 :                                                 | Mike Bryan                                                        | 6                            | 2005, 2008, 2010, 2012, 2014, 2018 |
| Vainqueurs du plus grand nombre de titres consécutifs en double messieurs    | Avant 1968 :                                                 | Richard Sears                                                     | 6                            | 1882-1887 |
| Vainqueurs du plus grand nombre de titres consécutifs en double messieurs    | Après 1968 :                                                 | Roger Taylor Todd Woodbridge Mark Woodforde                       | 2                            | 1971-1972 1995-1996 |
| Vainqueurs du plus grand nombre de titres en double mixte - Messieurs        | Avant 1968 :                                                 | Bill Tilden Bill Talbert                                          | 4                            | 1913-1914 avec Mary K. Browne, 1922-1923 Molla Bjurstedt Mallory 1943-1946 avec Margaret Osborne duPont                                                                           |
| Vainqueurs du plus grand nombre de titres en double mixte - Messieurs        | Après 1968 :                                                 | Owen Davidson Bob Bryan                                           | 4                            | 1966 avec Donna Floyd Fales, 1967, 1971, 1973 avec Billie Jean King 2003 avec Katarina Srebotnik, 2004 avec Vera Zvonareva, 2006 avec Martina Navrátilová, 2010 avec Liezel Huber |
| Vainqueurs du plus grand nombre de titres en double mixte - Messieurs        | Après 1968 :                                                 | Todd Woodbridge                                                   | 3                            | 1990 avec Elizabeth Smylie, 1993 avec Helena Suková, 2001 avec Rennae Stubbs |
| Vainqueurs du plus de tournois (total: simples, doubles, mixtes) - Messieurs | Avant 1968 :                                                 | Bill Tilden                                                       | 16                           | 7 simples, 5 doubles, 4 mixtes |
| Vainqueurs du plus de tournois (total: simples, doubles, mixtes) - Messieurs | Après 1968 :                                                 | Bob Bryan                                                         | 9                            | 5 doubles, 4 mixtes |
| Vainqueurs du plus grand nombre de matchs consécutifs en simple - messieurs  | Avant 1968 :                                                 | Bill Tilden                                                       | 42                           | 7 (en 1920, 1921 et 1922), 6 (en 1923, 1924 et 1925), 3 (en 1926) |
| Vainqueurs du plus grand nombre de matchs consécutifs en simple - messieurs  | Après 1968 :                                                 | Roger Federer                                                     | 40                           | 6 (en 2004), 7 (en 2005, 2006, 2007 et 2008), 6 (en 2009) |
| Dames depuis 1887                                                            |                                                              |                                                                   |                              | |
| Vainqueurs du plus grand nombre de titres en simple dames                    | Avant 1968 :                                                 | / Molla Bjurstedt Mallory                                         | 8                            | 1915-1918, 1920-1922, 1926 |
| Vainqueurs du plus grand nombre de titres en simple dames                    | Après 1968 :                                                 | Chris Evert Serena Williams                                       | 6                            | 1975-1978, 1980, 1982 1999, 2002, 2008, 2012-2014 |
| Vainqueurs du plus grand nombre de titres consécutifs en simple dames        | Avant 1968 :                                                 | Molla Bjurstedt Mallory Helen Jacobs                              | 4                            | 1915-1918 1932-1935 |
| Vainqueurs du plus grand nombre de titres consécutifs en simple dames        | Après 1968 :                                                 | Chris Evert                                                       | 4                            | 1975-1978 |
| Vainqueurs du plus grand nombre de titres en double dames                    | Avant 1968 :                                                 | Margaret Osborne duPont                                           | 13                           | 1941 avec Sarah Palfrey Cooke, 1942-1950, 1955-1957 avec Louise Brough Clapp |
| Vainqueurs du plus grand nombre de titres en double dames                    | Après 1968 :                                                 | / Martina Navrátilová                                             | 9                            | 1977 avec Betty Stöve, 1978, 1980 avec Billie Jean King, 1983-1984, 1986-1987 avec Pam Shriver, 1989 avec Hana Mandlíková, 1990 avec Gigi Fernández                               |
| Vainqueurs du plus grand nombre de titres consécutifs en double dames        | Avant 1968 :                                                 | Margaret Osborne duPont                                           | 10                           | 1941 avec Sarah Palfrey Cooke, 1942-1950 avec Louise Brough Clapp |
| Vainqueurs du plus grand nombre de titres consécutifs en double dames        | Après 1968 :                                                 | Virginia Ruano Pascual Paola Suárez                               | 3                            | 2002-2004 |
| Vainqueurs du plus grand nombre de titres en double mixte - Dames            | Avant 1968 :                                                 | Margaret Osborne duPont                                           | 8                            | 1943-1946 avec Bill Talbert, 1950 Ken McGregor 1958-1960 avec Neale Fraser |
| Vainqueurs du plus grand nombre de titres en double mixte - Dames            | Après 1968 :                                                 | Margaret Court Billie Jean King / Martina Navrátilová             | 3                            | 1969-1970, 1972 avec Marty Riessen 1971, 1973 avec Owen Davidson, 1976 avec Phil Dent 1985 avec Heinz Günthardt, 1987 avec Emilio Sánchez, 2006 avec Bob Bryan                    |
| Vainqueurs du plus de tournois (total: simples, doubles, mixtes) - Dames     | Avant 1968 :                                                 | Margaret Osborne duPont                                           | 25                           | 3 simples, 13 doubles, 9 doubles mixtes |
| Vainqueurs du plus de tournois (total: simples, doubles, mixtes) - Dames     | Après 1968 :                                                 | Margaret Court / Martina Navrátilová                              | 18 16                        | 5 simples, 5 doubles, 8 doubles mixtes (entre 1961 et 1975) 4 simples, 9 doubles, 3 doubles mixtes                                                                                |
| Divers                                                                       |                                                              |                                                                   |                              | |
| Le plus de matchs joués (hommes)                                             | Le plus de matchs joués (hommes)                             | Jimmy Connors                                                     | 115                          | |
| Le plus de matchs joués (femmes)                                             | Le plus de matchs joués (femmes)                             | Chris Evert                                                       | 113                          | |
| Perdants du plus grand nombre de finales en simples (hommes)                 | Perdants du plus grand nombre de finales en simples (hommes) | Bill Johnston Novak Djokovic                                      | 6                            | 1916, 1920 et 1922-1925 2007, 2010, 2012, 2013, 2016 et 2021 |
| Perdants du plus grand nombre de finales en simples (femmes)                 |                                                              |                                                                   |                              | |
| Vainqueur le moins bien classé (hommes ou femmes)                            |                                                              |                                                                   |                              | |
| Le seul invité (wild-card) vainqueur (hommes ou femmes)                      | Le seul invité (wild-card) vainqueur (hommes ou femmes)      | Kim Clijsters                                                     |                              | 2009 |
| Vainqueur le moins bien classé (femmes)                                      | Vainqueur le moins bien classé (femmes)                      | Kim Clijsters                                                     | Non-classée                  | 2009 |
| Plus jeune vainqueur (hommes)                                                | Plus jeune vainqueur (hommes)                                | Pete Sampras                                                      | 19 ans et 28 jours           | 1990 |
| Plus jeune vainqueur (femmes)                                                | Plus jeune vainqueur (femmes)                                | Tracy Austin                                                      | 16 ans 8 mois et 28 jours    | 1979 |
| Plus jeune vainqueur en double (femmes)                                      | Plus jeune vainqueur en double (femmes)                      | May Sutton                                                        | 17 ans et 11 mois            | 1904 |
| Plus jeune vainqueur en double (hommes)                                      | Plus jeune vainqueur en double (hommes)                      | Vincent Richards                                                  | 15 ans et 4 mois             | 1918 |
| Plus vieux vainqueur en simple (hommes)                                      | Plus vieux vainqueur en simple (hommes)                      | Ken Rosewall                                                      | 35 ans 10 mois et 11 jours   | 1970 |
| Plus vieille vainqueur en simple (femmes)                                    | Plus vieille vainqueur en simple (femmes)                    | Molla Bjurstedt                                                   | 42 ans et 5 mois             | 1926 |
| Finale la plus longue (hommes ou femmes)                                     | Finale la plus longue (hommes ou femmes)                     | Mats Wilander contre Ivan Lendl Andy Murray contre Novak Djokovic | 4 h 54                       | 1988 2012 |
| Match le plus long (hommes)                                                  | Match le plus long (hommes)                                  | Daniel Evans contre Karen Khachanov                               | 5 h 35                       | 2024 |
| Match le plus long (femmes)                                                  | Match le plus long (femmes)                                  | Shelby Rogers contre Daria Gavrilova                              | 3 h 33,                      | 2017 |
| Vainqueur de deux titres lors de la même édition                             | Vainqueur de deux titres lors de la même édition             | Andrea Hlaváčková                                                 | double dames et double mixte | 2013 |
| Nombre de participations (hommes ou femmes)                                  | Nombre de participations (hommes ou femmes)                  | Vic Seixas                                                        | 28                           | de 1940 à 1969 |

## Culture

### Forest Hills au cinéma
En 1951, dans le film L'Inconnu du Nord-Express, Alfred Hitchcock met en scène un match de tennis simple messieurs sur gazon à Forest Hills.